# Aztec

Cương vực đế quốc Aztec khoảng năm 1519

Aztec (phiên âm tiếng Việt: A-xơ-tếch) là một nền văn hóa Trung Bộ châu Mỹ phát triển mạnh ở miền trung Mexico vào hậu kỳ cổ điển từ năm 1300 đến năm 1521. Aztec là danh từ chung chỉ nhiều nhóm sắc tộc sống ở miền trung Mexico, cụ thể là những nhóm nói tiếng Nahuatl thống trị đại bộ phận Trung Bộ châu Mỹ từ thế kỷ XIV đến thế kỷ XVI. Văn hóa Aztec được tổ chức thành các thành bang (altepetl), thường liên minh với nhau dưới hình thức đế quốc hoặc liên bang. Đế quốc Aztec là một liên minh được thành lập vào năm 1427 giữa ba thị quốc chủ chốt: Tenochtitlan, thị quốc của dân Mexica hoặc Tenochca; Texcoco; và Tlacopan, trước đây nằm dưới ách cai trị của đế quốc Tepanec triều đại Azcapotzalco. Danh từ Aztec theo nghĩa hẹp chỉ nhắc riêng đến dân Mexica của Tenochtitlan, còn theo nghĩa rộng có thể dùng để chỉ toàn bộ sắc tộc Nahua sinh sống ở miền trung Mexico vào thời kỳ tiền Tây Ban Nha, cũng như trong thời kỳ thực dân (1521–1821). Kể từ khi nhà khoa học người Đức Alexander von Humboldt lần đầu thiết lập cách sử dụng từ "Aztec" đầu thế kỷ XIX cho đến nay, định nghĩa chính xác của nó vẫn còn là đề tài bị tranh cãi.
Hầu hết các sắc tộc bản địa của miền trung Mexico hậu kỳ cổ điển sở hữu những nét văn hóa rất giống nhau, mang đặc trưng của vùng văn minh Trung Bộ châu Mỹ. Người Aztec cũng không phải là ngoại lệ. Vì vậy để hiểu rõ khái niệm "nền văn minh Aztec", ta phải coi nó như một lát cắt cụ thể của một tầng lớp tổng quát của các nền văn minh Trung Bộ châu Mỹ. Các đặc trưng văn hóa miền trung Mexico bao gồm việc canh tác ngô, sự phân tầng xã hội giữa giới quý tộc (pipiltin) và thường dân (macehualtin), sự thờ cúng nhiều vị thần (gồm các thần Tezcatlipoca, Tlaloc và Quetzalcoatl), và hệ thống lịch xiuhpohualli 365 ngày xen kẽ lịch tonalpohualli 260 ngày. Đặc thù của văn hóa Mexica tại Tenochtitlan bao gồm sự thờ cúng thần bảo trợ Huitzilopochtli, kiến trúc kim tự tháp đôi và các dạng đồ gốm Aztec từ I-IV.
Từ thế kỷ XIII trở đi, thung lũng Mexico là tâm điểm của sự bùng nổ dân số và sự đô thị hóa. Dân Mexica là giống dân di cư đến nơi đây muộn nhất. Họ kiến thiết thị quốc Tenochtitlan trên vài hòn nhỏ trong hồ Texcoco, vùng lên và trở thành kẻ thống trị của liên minh Aztec/đế quốc Aztec. Đế chế của họ mở rộng bá quyền vượt xa Thung lũng Mexico. Họ chinh phục các thị quốc rải rác khắp Trung Bộ châu Mỹ trong giai đoạn hậu cổ điển. Đế quốc Aztec thuở đầu là một liên minh giữa ba thị quốc Tenochtitlan, Texcoco và Tlacopan; họ cùng nhau lật đổ triều Tepanec của Azcapotzalco, đế quốc trước đây thống trị Lưu vực Mexico. Chẳng mấy chốc, Texcoco và Tlacopan bị lép vế so với Tenochtitlan quyền lực. Đế quốc bành trướng thông qua các làn sóng chinh phạt. Nó chưa bao giờ là một đế quốc thực sự, mà chủ yếu thống trị các thành bang chư hầu thông qua các vua nhỏ bù nhìn, thân đế quốc, hoặc kiến thiết liên minh hôn nhân giữa các triều đại cầm quyền, hoặc bằng cách lan tỏa hệ tư tưởng Liên minh đến các thành bang đó. Các thành bang chư hầu phải cống nạp cho hoàng đế Aztec (Huey Tlatoani) và đổi lại họ sẽ được phép tự do giao thương trong mạng lưới kinh tế của nhà nước.. Đế quốc đã tiến xa tận về phía nam như Chiapas và Guatemala và kéo dài từ Thái Bình Dương đến Đại Tây Dương.
Đế chế đạt cực thịnh vào năm 1519, ngay trước khi có một nhóm nhỏ những conquistador Tây Ban Nha do Hernán Cortés lãnh đạo cập bến. Cortés liên minh với các thành bang kình địch của Mexica, chủ yếu là dân Tlaxcalteca nói tiếng Nahuatl cũng như các chính thể khác của Mexico, bao gồm thành Texcoco, đồng minh cũ trong Tam Đồng Minh. Sau khi Tenochtitlan thất thủ vào ngày 13 tháng 8 năm 1521 và hoàng đế Cuauhtemoc bị bắt, người Tây Ban Nha cho dựng thành phố Mexico trên đống tro tàn của thành Tenochtitlan. Từ đây, họ tiến hành các cuộc chinh phục tiếp theo và sáp nhập các dân tộc Trung Bộ khác vào Đế quốc Tây Ban Nha. Theo sau sự sụp đổ của chính thể và chính trị Aztec năm 1521, người Tây Ban Nha phải lệ thuộc vào các quý tộc địa phương để bình định lãnh thổ mới. Các quý tộc thề trung thành với vương miện Tây Ban Nha và cải đạo, trên danh nghĩa, sang Kitô giáo, và đổi lại được công nhận là quý tộc bởi vương miện Tây Ban Nha. Quý tộc đóng vai trò trung gian trong việc chuyển giao cống phẩm và huy động lao động cho chủ nhân mới của Trung Bộ, tạo điều kiện cho sự thống trị của thực dân Tây Ban Nha tại nơi đây.
Văn hóa và lịch sử Aztec được nghiên cứu từ các chứng cứ khảo cổ tìm thấy ở những điểm khai quật như Templo Mayor tại Thành phố Mexico; từ những quyển bản thảo Aztec; từ sự chứng kiến tận mắt của những conquistador như Hernán Cortés và Bernal Díaz del Castillo; đặc biệt từ những mô tả về văn hoá và lịch sử Aztec của thế kỷ 16 và thế kỷ 17 được các nhà truyền giáo Tây Ban Nha hoặc người Nahuatl viết bằng tiếng Tây Ban Nha hoặc tiếng Nahuatl, chẳng hạn như quy tắc Florentine nổi tiếng do linh mục dòng Phan Sinh Bernardino de Sahagún biên soạn với sự giúp đỡ của người Aztec. Ở thời điểm cực thịnh của nó, nền văn hoá Aztec có truyền thống thần thoại và tôn giáo phong phú, phức tạp, cũng như đạt được những thành tựu kiến trúc và nghệ thuật đáng chú ý.

## Định nghĩa

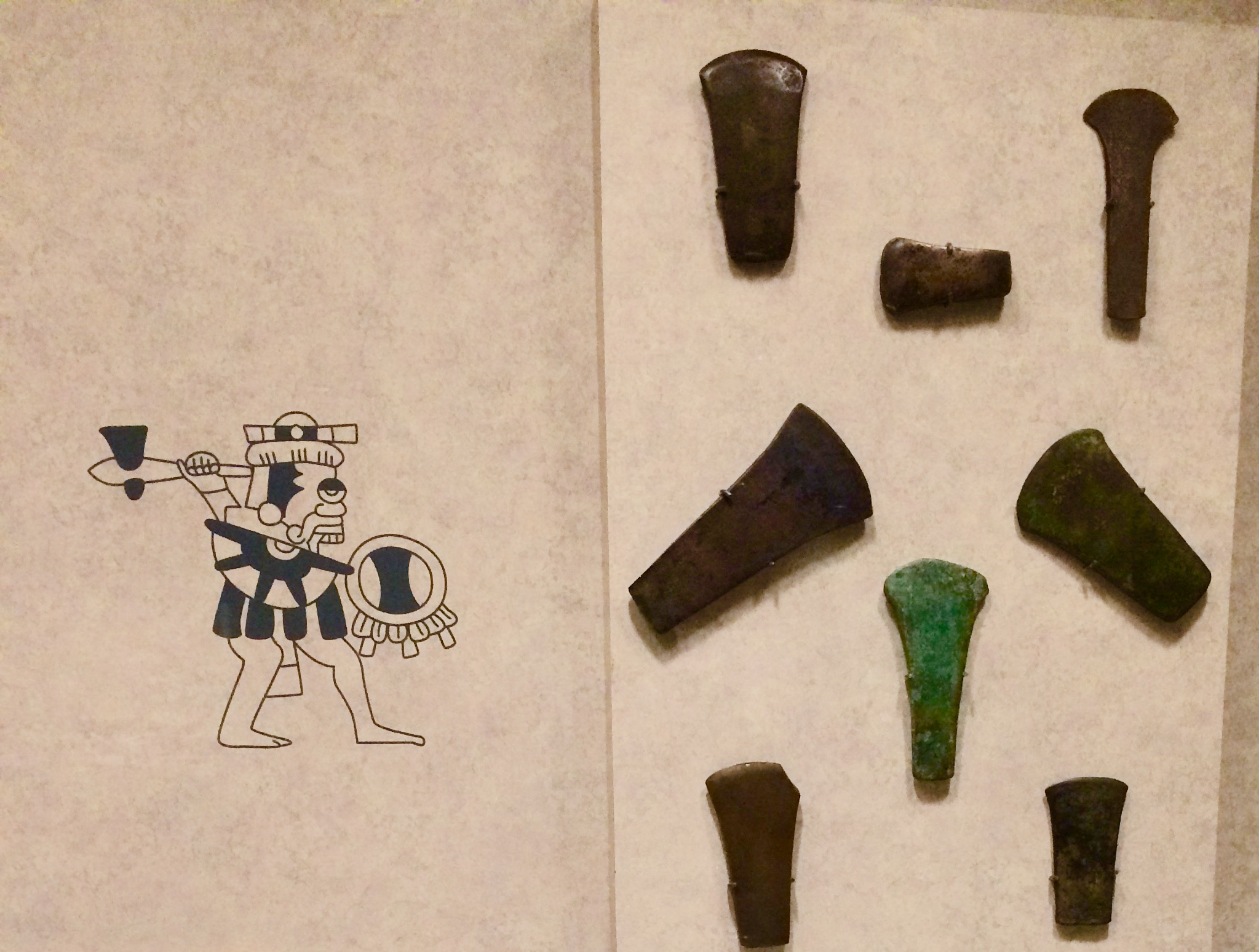
Lưỡi rìu kim loại của người Aztec trước thời kỳ tiếp xúc với người châu Âu, xem thêm: thuật luyện kim Trung Bộ châu Mỹ tiền kỳ Columbus

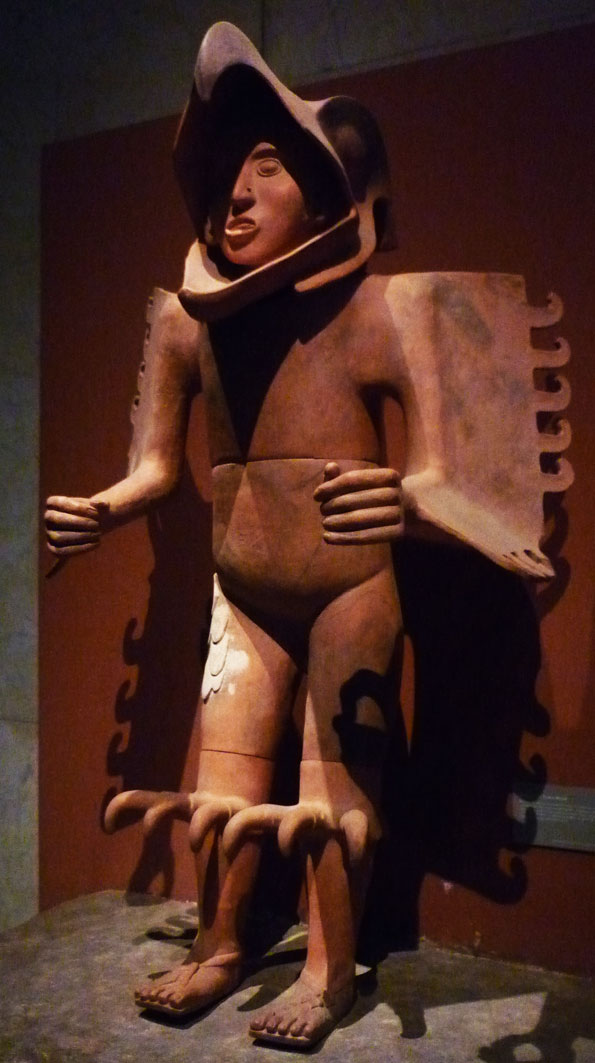
Tượng chiến binh đại bàng bằng gốm

Danh từ Nahuatl aztecatl (phát âm tiếng Nahuatl: [asˈtekat͡ɬ], số ít) và aztecah (phát âm tiếng Nahuatl: [asˈtekaʔ], số nhiều) có nghĩa là "người xứ Aztlan", một địa điểm trong thần thoại của nhiều dân tộc miền trung Mexico. Danh từ này không phải là danh xưng bản địa của người Aztec nhưng thường được dùng trong các văn liệu kể về cuộc di cư của người Mexica ra khỏi Aztlan. Trong một dị bản của huyền sử đó, thần bảo trợ Mexica là Huitzilopochtli đã nói với bầy lưu dân Azteca rằng "bây giờ, tên của các ngươi không còn là Azteca nữa, các ngươi giờ là Mexitin [Mexica]."
Hiện nay, danh xưng "Aztec" được dùng để chỉ người Mexica của Tenochtitlan (nay là thành phố Mexico) nằm trên hòn đảo giữa hồ Texcoco. Những người mà tự xưng là Mēxihcah (phát âm tiếng Nahuatl: [meːˈʃiʔkaʔ], một tộc danh bao gồm cả dân Tlatelolco), Tenochcah (phát âm tiếng Nahuatl: [teˈnot͡ʃkaʔ], danh xưng Mexica không bao gồm Tlatelolco) hoặc Cōlhuah (phát âm tiếng Nahuatl: [ˈkoːlwaʔ], dân Mexica tự coi mình là hậu duệ của Culhuacan).
Đôi khi danh xưng Aztec cũng bao gồm cư dân của hai thành bang đồng minh chủ chốt: tộc Acolhua của Texcoco và tộc Tepanec của Tlacopan. Việc sử dụng danh xưng trên để chỉ đế quốc tập quyền của Tenochtitlan đã bị chỉ trích bởi sử gia Robert H. Barlow (ông đề xuất thay thế nó bằng thuật ngữ "Culhua-Mexica") và sử gia Pedro Carrasco (ông đề xuất thay tên đó bằng "đế quốc Tenochca"). Carrasco cho rằng danh từ Aztec "không giúp ích gì để giải thích độ phức tạp về sắc tộc Mexico cổ đại và để xác định yếu tố chi phối trong thực thể chính trị mà chúng ta đang nghiên cứu."
Trong nhiều văn cảnh khác, Aztec có thể dùng để chỉ tất cả các thành bang và dân tộc sở hữu nhưng điểm tương đồng về mặt lịch sử, văn hóa hoặc ngôn ngữ mẹ đẻ Nahuatl, như của người Mexica, Acolhua và Tepanec. Theo định nghĩa này, ta có thể coi "nền văn minh Aztec" bao gồm tất cả các khuôn mẫu văn hóa phổ quát chung ở hầu hết các dân tộc sinh sống tại miền trung Mexico vào cuối hậu kỳ cổ điển. Cách sử dụng này mở rộng thuật ngữ "Aztec" để chỉ tất cả các nhóm ở Trung Mexico đã hòa nhập văn hóa hoặc chính trị dưới sự thống trị của đế quốc Aztec.
Thuật ngữ "Aztec" có thể dùng để chỉ các sắc tộc nói tiếng Nahuatl ở miền trung Mexico trong hậu kỳ cổ điển của phân kỳ niên đại Trung Bộ châu Mỹ, nhất là người Mexica, sắc tộc mà đã thành lập đế chế tập quyền với trái tim là Tenochtitlan. Thuật ngữ này được mở rộng để bao hàm các sắc tộc có liên quan đến đế quốc Aztec chẳng hạn như Acolhua, Tepanec v.v. Sử gia Charles Gibson liệt kê một số nhóm thuộc Aztec ở miền trung Mexico mà ông nghiên cứu trong cuốn The Aztecs Under Spanish Rule (1964) sau đây: Culhuaque, Cuitlahuaque, Mixquica, Xochimilca, Chalca, Tepaneca, Acolhuaque, và Mexica.
Ngày xưa, Aztec thường được dùng để chỉ dân số nói tiếng Nahuatl hiện đại, vì tiếng Nahuatl trước đây từng được gọi là "tiếng Aztec". Gần đây, sắc tộc này được gọi là Nahua. Về mặt ngôn ngữ, thuật ngữ "Aztecan" vẫn được sử dụng  để chỉ một nhánh của ngữ hệ Ute-Aztec (có tên gọi khác là yuto-nahuan) bao gồm ngôn ngữ Nahuatl và các họ hàng gần nhất của nó đó là tiếng Pochutec và tiếng Pipil.
Chú ý rằng từ "aztec" không phải là nội danh hay danh xưng của "người Aztec". Nó là một danh từ chung để chỉ các nhóm dân tộc nói tiếng Nahuatl và tự xưng là có nguồn gốc từ xứ Aztlan. Alexander von Humboldt là người khởi nguồn cách gọi "Aztec" vào năm 1810, một danh từ chung áp dụng cho tất cả dân tộc liên kết với nhau bởi thương mại, phong tục, tôn giáo và ngôn ngữ của nhà nước tập quyền Mexica, tức là Liên minh tam quốc. Năm 1843, sau khi William H. Prescott xuất bản cuốn The History of the Conquest of Mexico, danh từ Aztec mới bắt đầu phổ biến trên toàn thế giới và nó được các học giả Mexico thế kỷ 19 sử dụng nhằm phân biệt giữa người Mexico hiện đại và người Mexico thời kỳ tiền-Columbus. Gần đây, danh từ "Aztec" lại đang bị lôi ra và tranh cãi bởi giới học thuật.

### Thư tịch và chứng cứ khảo cổ

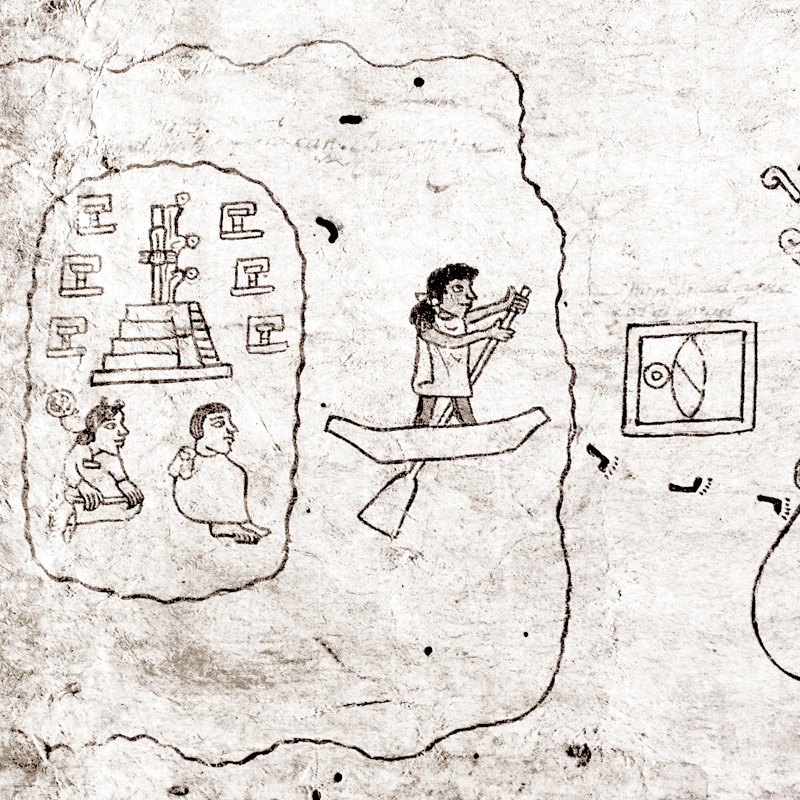
Một trang từ Thủ bản Boturini mô tả cảnh người Aztec rời khỏi Aztlán

## Lịch sử

### Trung Mexico trong thời kỳ cổ điển và hậu cổ điển

Thung lũng Mexico với địa danh của các thành bang chính năm 1519.

Các nhà nghiên cứu đang còn tranh cãi liệu Teotihuacan đã được người Nahuatl tới sinh sống từ trước, hay là họ đã tới sau thời kỳ cổ điển. Nhưng giới khảo cổ đều đồng ý rằng dân Nahua không phải là thổ dân vùng cao Mexico, mà họ dần dần di cư vào khu vực này từ nơi nào đó ở tây bắc Mexico. Khi Teotihuacan sụp đổ vào thế kỷ thứ VI, một số thành bang củng cố quyền lực ở miền trung Mexico, bao gồm thành Cholula và Xochicalco, có thể là của người Nahuatl. Một nghiên cứu chỉ ra rằng người Nahua ban đầu sống ở vùng Bajío quanh Guanajuato, đạt cực thịnh vào cuối thế kỷ thứ XI, sau đó nhanh chóng sụt giảm dân số trong một thời kỳ hạn hán khắc nghiệt. Sự suy giảm dân số tại Bajío xảy ra cùng thời điểm với sự xâm nhập của dân di cư mới vào thung lũng Mêhicô, cho thấy rằng đây là khởi điểm của dòng chảy người Nahuatl đến khu vực này. Dân di cư vào Trung Mexico thay thế giống người nói ngôn ngữ Oto-Manguean khi họ lan truyền ảnh hưởng chính trị của họ về phía nam. Nền tảng của văn hóa Aztec sau này đã hình thành khi những người thợ săn hái lượm quen du canh du cư trước đây hòa trộn vào nền văn minh phức tạp của Trung Bộ châu Mỹ, tiếp thu các hoạt động tôn giáo và văn hoá của nhau. Sau năm 900, trong giai đoạn Hậu cổ điển, một số địa điểm gần như chắc chắn có người Nahuatl đã trở nên hùng cường. Trong số đó có các thành bang như Tula, Hidalgo, và các thành bang như Tenayuca, và Colhuacan ở thung lũng Mexico và Cuauhnahuac ở Morelos.

### Giai đoạn di dân và sự hình thành Tenochtitlan
Trong các nguồn văn học dân gian từ thời thực dân thuộc địa, những người Aztecs đã mô tả việc họ đến Thung lũng Mexico. Tên Aztec (Nahuatl ''Aztecah'') có nghĩa là "người đến từ Aztlan", Aztlan là một địa điểm thần thoại về phía bắc. Do đó thuật ngữ áp dụng cho tất cả những người tuyên bố đã mang các di sản đến từ nơi huyền thoại này. Những câu chuyện di dân của bộ lạc Mexica cho biết họ đã đi du lịch với các bộ tộc khác bao gồm Tlaxcalteca, Tepaneca và Acolhua, nhưng cuối cùng thần Huitzilopochtli của họ lại cho họ tách khỏi các bộ tộc Aztec khác và lấy tên là "Mexica". Vào thời điểm họ đến, có rất nhiều thành bang Aztec trong khu vực. Thành có quyền lực nhất là Colhuacan ở phía nam và Azcapotzalco về phía tây. thành Tepanec của Azcapotzalco trục xuất người Mexica khỏi Chapultepec. Năm 1299, vua Cocoxtli của Colhuacan cho phép họ định cư tại những rặng núi trống trải ở Tizapan, tại đây họ đã bị đồng hóa vào nền văn hoá Culhuacan. Dòng tộc của Colhuacan có nguồn gốc từ thành Tula huyền thoại và với việc cưới công chúa của Colhuacan, dân Mexica bây giờ cũng đã tiếp thu di sản này. Sau khi sống một thời gian với thành Colhuacan, người Mexica lại bị trục xuất và tiếp tục di cư. Theo truyền thuyết, vào năm 1323, dân Mexica được các vị thần báo mộng về một con đại bàng đậu trên một cây xương rồng lấp lánh, bèn cho xây thành Tenochtitlan tại nơi đó. Năm 1376, triều đại hoàng gia Mexica được thành lập khi Acamapichtli, có cha là Mexica và mẹ là Colhua, được tôn làm Huey Tlatoani đầu tiên của thành Tenochtitlan.

### Các vị vua đầu tiên
Trong 50 năm đầu sau khi thành lập triều đại Mexica, Mexica là một chư hầu của Azcapotzalco, vốn đã trở thành một cường quốc trong khu vực dưới quyền của vua Tezozomoc. Mexica cung cấp cho Tepaneca các chiến binh cho các chiến dịch chinh phục thành công của Tepaneca trong khu vực và nhận được một phần của cống phẩm từ các thành phố bị chinh phục. Bằng cách này, uy tín và nền kinh tế của Tenochtitlan dần dần tăng lên.
Năm 1396, tại cái chết của Acamapichtli, con trai ông Huitzilihhuitl (tiếng Nahuatl: "lông vũ của chim ruồi") trở thành người cai trị; đính hôn với con gái của Tezozomoc, và mối quan hệ với Azcapotzalco vẫn gần gũi. Chimaldopoca (tiếng Nahuatl: "Bà ấy hút thuốc lá như một cái khiên"), con của Huitzilihhuitl, trở thành vua của Tenochtitlan năm 1417. Năm 1418, Azcapotzalco bắt đầu một cuộc chiến chống lại Acolhua của Texcoco và giết lãnh tụ Ixtlilxochitl của họ. Mặc dù Ixtlilxochitl kết hôn với con gái của Chimalpopoca, lãnh đạo Mexica tiếp tục ủng hộ Tezozomoc. Tezozomoc qua đời vào năm 1426, và các con trai của ông bắt đầu một cuộc đấu tranh giành quyền cai trị Azcapotzalco. Trong cuộc đấu tranh giành quyền lực này, Chimalpopoca qua đời, có lẽ con của Tezozomoc, Maxtla, đã giết ông vì thấy đây là một đối thủ cạnh tranh.
Itzcoatl, anh trai của Huitzilihhuitl và chú của Chimalpopoca, được bầu làm tlatoani tiếp theo của Mexica. Mexica lúc đó đang có cuộc chiến tranh mở với Azcapotzalco và Itzcoatl đã kiến nghị liên minh với Nezahualcoyotl, con trai của lãnh tụ Ixtlilxochitl bị giết để chống lại Maxtla. Itzcoatl cũng liên minh với anh trai của Maxtla, Totoquihuaztli, người cai trị thành phố Tepanec của Tlacopan. Liên minh 3 bên của Tenochtitlan, Texcoco và Tlacopan đã bao vây Azcapotzalco, và vào năm 1428 họ phá hủy thành phố và giết chết Maxtla. Qua chiến thắng này, Tenochtitlan đã trở thành thành-bang thống trị trong Thung lũng Mêhicô, và liên minh giữa ba thành phố tạo ra tiền đề để xây dựng Đế quốc Aztec.

### Các hoàng đế đầu tiên

#### Motecuzoma I Ilhuicamina

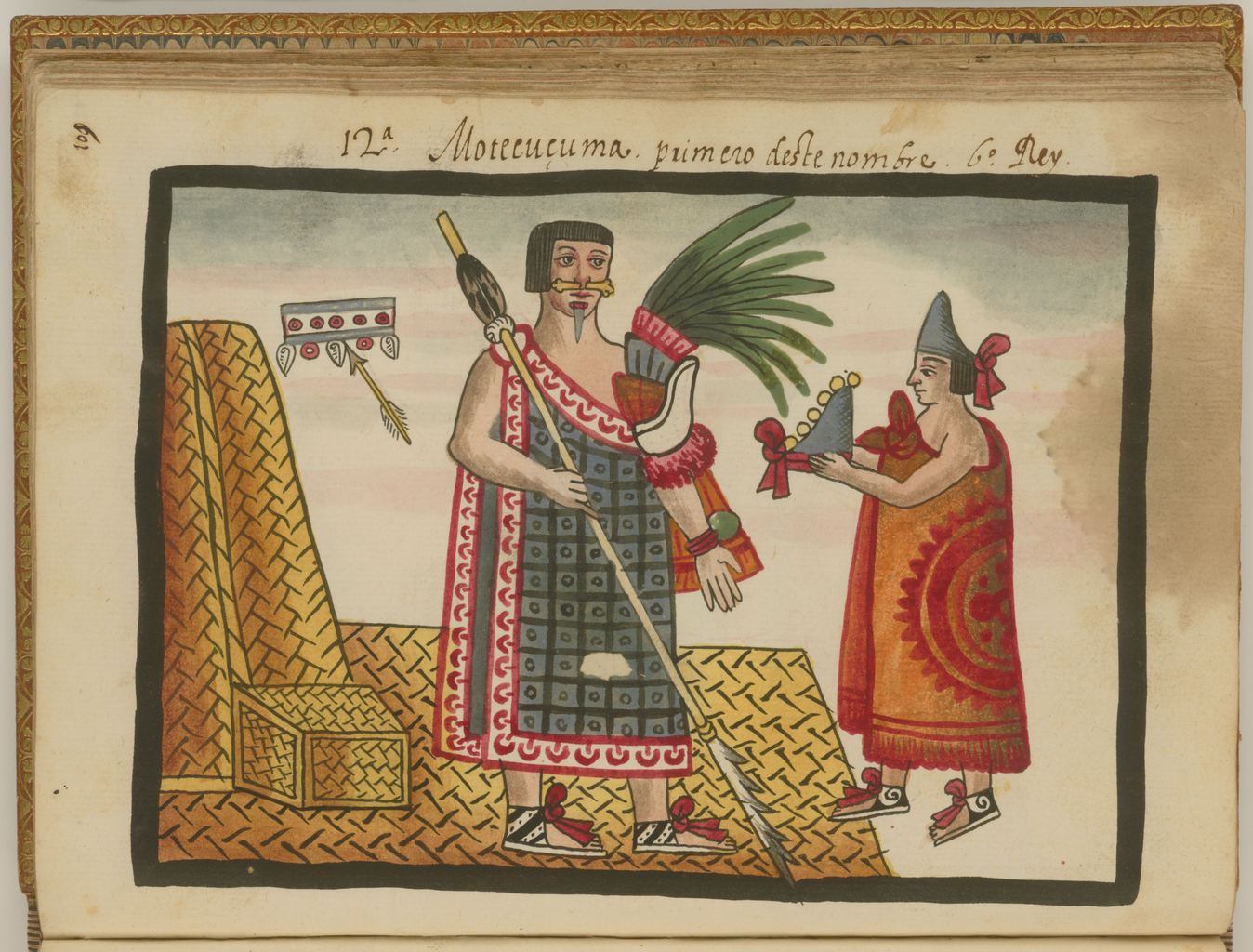
Motecuzuma I đăng quang, Thủ bản Tovar

Năm 1440, Motecuzoma I Ilhuicamina  (nghĩa là, "Ông cau mày như một lãnh chúa, ông bắn bầu trời" ) được tôn làm tlatoani; ông là con trai của Huitzilihhuitl, anh trai của Chimalpopoca và từng là phục vụ dưới người chú Itzcoatl trong cuộc chiến chống lại Tepanec. Khi một hoàng đế mới đăng quang, các thành bang bất trị thường nhân cơ hội mà nổi dậy. Điều này có nghĩa là những hoàng đế mới phải đi chiến dịch để dập tắt nổi dậy, nhưng đôi khi cũng phô trương sức mạnh quân sự của họ bằng cách thực hiện các cuộc chinh phạt mới. Motecuzoma thử lòng trung thành của các thành bang xung quanh thung lũng với yêu cầu lao động cho việc tu sửa và tái thiết Đại Điện tại Tenochtitlan. Chỉ có thành Chalco khước từ lời đề nghị, và căng thẳng giữa Chalco và Tenochtitlan tồn tại cho đến những năm 1450. Motecuzoma sau đó đánh chiếm các thành bang trong thung lũng Morelos và Guerrero, rồi chinh phạt vùng Huaxtec ở phía bắc Veracruz, và vùng Mixtec của Coixtmusuaca và phần lớn Oaxaca, và sau đó lại ở miền trung và miền nam Veracruz. Cosamalopan, Ahuilizapan và Cuetlaxtlan. Trong thời kỳ này, các thành bang Tlaxcalan, Cholula và Huexotzinco nổi lên như những chướng ngại cho sự bành trướng của đế quốc. Do đó, Motecuzoma đã khởi xướng một kiểu chiến tranh đặc biệt chống lại ba thành bang này, gọi là "Chiến tranh Hoa" (tiếng Nahuatl: xochiyaoyotl), một kiểu chiến tranh tiêu hao đội lốt chiến tranh nghi lễ.
Motecuzoma thưc hiện nhiều cải cách đối với Tam Đồng Minh và nội bộ tại Tenochtitlan. Anh trai của ông, Tlacaelel là cố vấn chính của ông (tiếng Nahuatl: Cihuacoatl) và ông được coi là kiến trúc sư của những cải cách chính trị sâu rộng trong thời kỳ này, củng cố quyền lực của tầng lớp quý tộc (tiếng Nahuatl: pipiltin) và cho soạn một bộ luật, và thay thế quý tộc địa phương bằng những kẻ cai trị bị ràng buộc bởi lòng nhiệt thành với tlatoani của Mexica.

#### Axayacatl và Tizoc

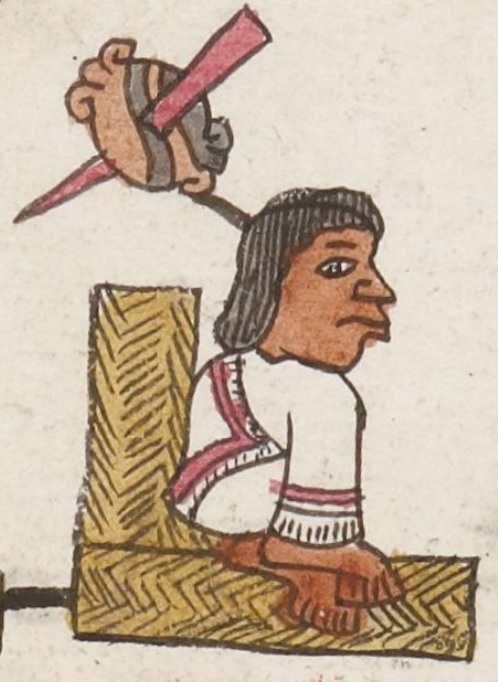
Tizoc trong Thủ bản Telleriano-Remensis

Năm 1469, Axayacatl (nghĩa là, "Mặt nạ nước"), con trai của con trai Itzcoatl là Tezozomoc với con gái của Motecuzoma I là Atotoztli, lên ngôi. Ông đã thực hiện một chiến dịch đăng quang thành công ở phía nam Tenochtitlan chống lại văn minh Zapotec. Axayacatl cũng đã chinh phục thành phố Tlatelolco độc lập của Mexica, nằm ở phía bắc của hòn đảo nơi Tenochtitlan tọa lạc. Vua Tlatelolco là Moquihuix đã kết hôn với chị gái của Axayacatl, và tin đồn ông ta ngược đại vợ đã được sử dụng như một cái cớ để sáp nhập hoàn toàn Tlatelolco vào Tenochtitlan.
Axayacatl sau đó đi chinh phục các khu vực ở Trung Guerrero, Thung lũng Puebla, trên bờ vịnh và chiến tranh với Otomi và Matlatzinca trong thung lũng Toluca. Thung lũng Toluca là vùng đệm của đế quốc với nhà nước Tarascan hùng mạnh ở Michoacan. Trong chiến dịch xâm lăng Tarasca (tiếng Nahuatl: Michhuahqueh) năm 1478-79, lực lượng Aztec không tài nào phá thủng phòng tuyến ghê gớm của quân Tarasca. Axayacatl thảm bại hoàn toàn tại trận Tlaximaloyan (ngày nay là Tajimaroa), mất gần hết đội quân 32.000 người và may mắn chạy về Tenochtitlan với tàn quân ít ỏi.
Năm 1481, Axayacatl qua đời, anh trai Tizoc lên ngôi. Chiến dịch đăng quang của Tizoc chống lại tộc Otomi thành Metztitlan kết thúc trong thảm họa và quân của ông chỉ bắt được 40 tù binh để hiến tế trong buổi đăng quang. Để lộ sự bất tài, nhiều thị trấn chư hầu khởi nghĩa và do đó, phần lớn triều đại ngắn ngủi của Tizoc được dành để dập tắt các cuộc nổi loạn và bình định các địa phương đã bị chinh phục bởi các vị vua trước. Tizoc đột ngột qua đời vào năm 1485, có ý kiến cho rằng ông đã bị anh trai và tể tướng là Ahuitzotl đầu độc và soán ngôi tlatoani. Phiến đá Tizoc, một tác phẩm điêu khắc mỹ nghệ (tiếng Nahuatl: temalacatl), có chạm trổ với cuộc chinh phạt của vua Tizoc.

#### Ahuitzotl

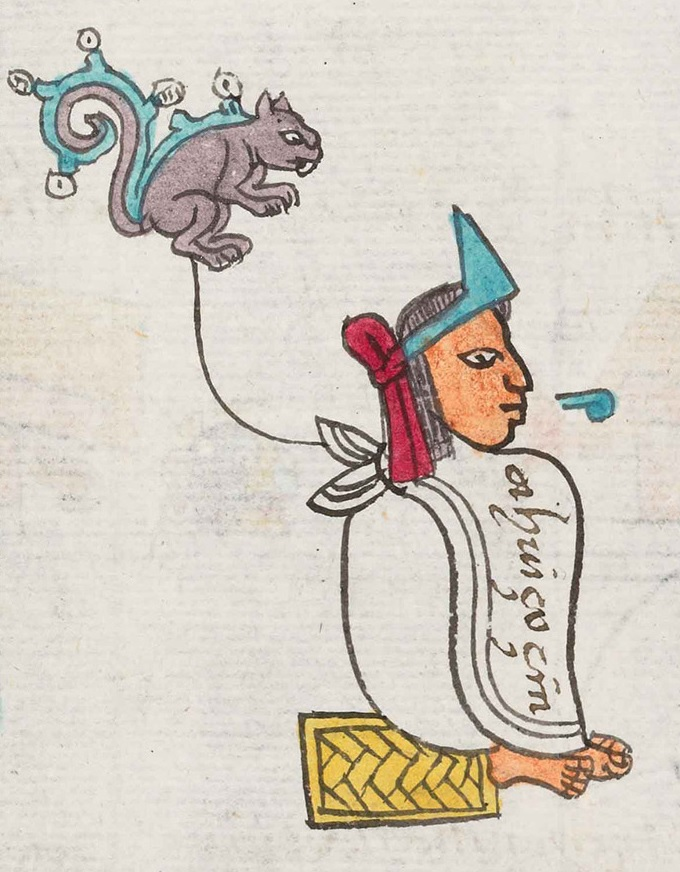
Ahuitzotl trong Thủ bản Mendoza

Ahuitzotl (nghĩa là, "Thủy quái"), anh trai của Axayacatl và Tizoc và là tể tướng đời Tizoc. Chiến dịch đăng quang của ông tại thung lũng Toluca, Jilotepec và bắc Thung lũng Mexico thành công rực rỡ. Chiến dịch thứ hai năm 1521 của ông tại bờ vịnh cũng rất thành công. Ông cho trùng tu Đại Điện Tenochtitlan, khánh thành ngôi đền mới vào năm 1487. Ông cho mời thủ lĩnh của tất cả các thành bang chư hầu đến Tenochtitlan để chứng kiến lễ hiến tế tù binh lớn chưa từng có tiền lệ - một số nguồn đưa ra con số 80.400 tù binh bị hy sinh trong vòng 4 ngày. Con số thực có lẽ nhỏ hơn, nhưng vẫn ở mức hàng ngàn người. Ahuitzotl cũng cho xây nhiều công trình lớn tại Calixtlahuaca, Malinalco và Tepoztlan. Sau khi đàn áp cuộc binh biến tại Alahuiztlan và Oztoticpac ở Bắc Guerrero, ông hạ lệnh tàn sát toàn bộ cư dân tại đó, và cho dân tại thung lũng Mexico tới đó an cư. Ông cũng cho dựng một tiền đồn quân sự tại Oztuma, giáp ranh với đế quốc Tarascan.

### Các hoàng đế cuối cùng

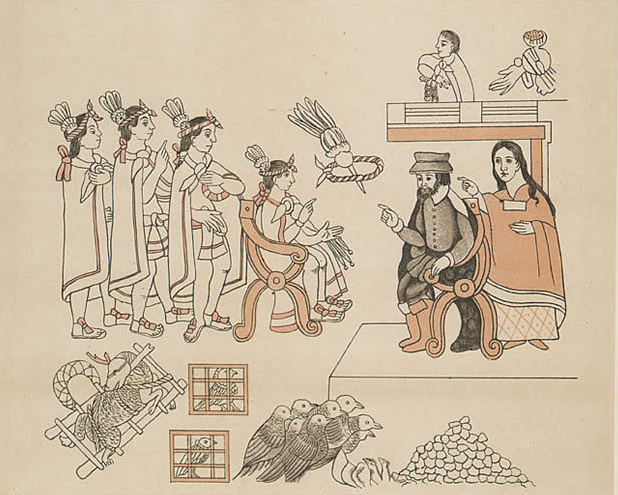
Moctezuma II và Hernán Cortés, với nữ cố vấn và phiên dịch viên La Malinche, mùng 8, tháng 11, 1519, mô tả trong cuốn Lienzo de Tlaxcala

Moctezuma II Xocoyotzin là hoàng đế cai trị đế quốc Aztec trong giai đoạn đầu của cuộc chinh phạt của Tây Ban Nha. Ông lên ngôi sau khi Ahuitzotl qua đời. Moctezuma Xocoyotzin là con trai của Axayacatl, và từng là tướng quân. Trong chiến dịch đăng quang, ông cầm quân đánh thành Nopallan ở Oaxaca và sáp nhập khu vực lân cận vào đế quốc. Là một chiến binh giỏi, Moctezuma nhanh chóng đánh chiếm các vùng Guerrero, Oaxaca, Puebla và thậm chí xa về phía nam dọc theo bờ biển Thái Bình Dương và vùng Vịnh, chinh phục tỉnh Xoconochco ở Chiapas. Ông cũng tăng cường các cuộc chiến hoa chống lại Tlaxcala và Huexotzinco, và kiến thiết liên minh với Cholula. Ông cũng củng cố cấu trúc giai cấp của xã hội Aztec, lam khó cho bình dân thăng tiến lên giai cấp quý tộc dựa trên công đức chiến tranh. Ông cũng thiết lập bộ luật nghiêm ngặt hạn chế bình dân dùng các loại hàng hóa xa xỉ.

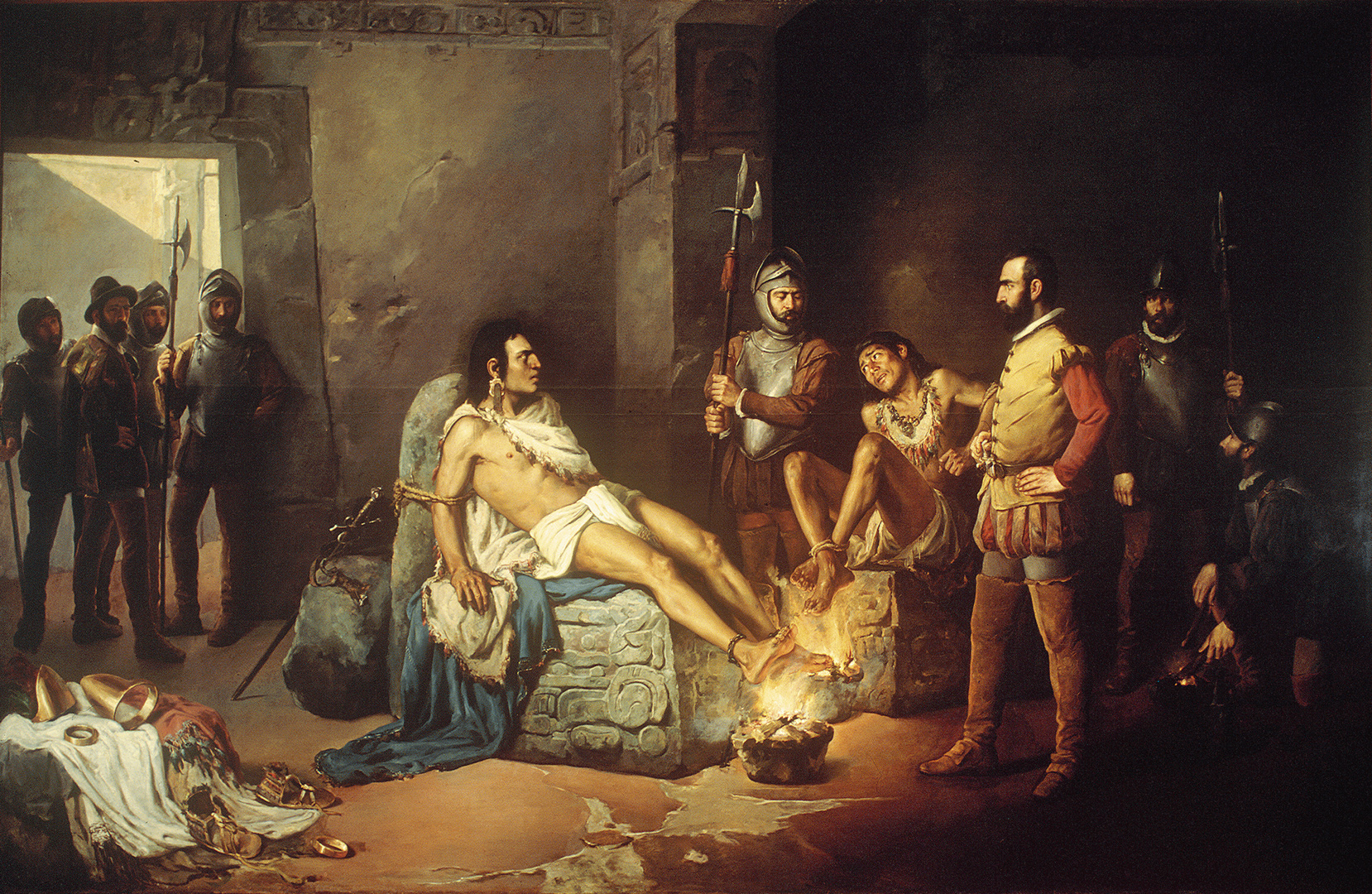
"The Martyrdom of Cuauhtémoc", bức tranh thế kỷ 19 vẽ bởi Leandro Izaguirre

Vào năm 1517, Moctezuma hay tin những chiến binh xuất hiện trên bờ Cempoallan. Ông phái các sứ giả đến để do thám những vị khách xa lạ này. Năm 1519, ông được bẩm báo về đoàn viễn chinh của Hernán Cortes, hành quân về phía Tlaxcala, kẻ thù không đội trời chung của người Aztec. Vào mùng 8 tháng 11 năm 1519, Moctezuma II gặp mặt Cortés và quân đội của ông ta cùng với liên minh Tlaxcala, trên bờ đường phía nam Tenochtitlan, và vị hoàng đế mời người Tây Ban Nha ở lại làm khách. Khi quân đội Aztec phá hủy một trại Tây Ban Nha trên bờ biển vịnh, Cortés muốn Moctezuma xử tử các chỉ huy chịu trách nhiệm về vụ tấn công, và Moctezuma phải nghe theo. Tại thời điểm này, quyền lực đang nằm trong tay Tây Ban Nha hiện đang giữ Motecuzoma làm tù nhân trong cung điện. Vào tháng 6 năm 1520, thù địch leo thang, lên đến đỉnh điểm trong vụ thảm sát ở Đền Lớn, theo sau là cuộc nổi dậy của người Mexica chống lại Tây Ban Nha. Trong trận chiến, Moctezuma bị giết. Có nguồn nói ông bị giết do bị quân Mexica bắn vào đầu, có nguồn lại nói ông bị giết bởi quân tây Ban Nha trên đường họ tháo chạy.
Cuitláhuac, người họ hàng và cố vấn cho Moctezuma, kế vị ông và lãnh đạo cuộc chiến chống quân xâm lược Tây Ban Nha và các đồng minh bản địa. Ông chỉ cai trị 80 ngày, có lẽ thiệt mạng trong trận dịch đậu mùa, mặc dù các sử liệu không đưa ra nguyên nhân. Cuauhtémoc kế vị ông và là hoàng đế cuối cùng, chỉ huy cuộc tử chiến thành Tenochtitlan. Người Aztec bị suy yếu do bệnh tật và người Tây Ban Nha chiêu mộ hàng ngàn đồng minh bản địa, hầu hết là thành bang Tlaxcala, để tấn công Tenochtitlan. Sau khi bao vây và phá hủy hoàn toàn thủ đô Aztec, Cuahtémoc bị bắt vào ngày 13 tháng 8 năm 1521, đánh dấu sự khởi đầu của chế độ thực dân Tây Ban Nha ở miền trung Mexico. Người Tây Ban Nha giam giữ Cuauhtémoc và sau này bị đem ra xử tử theo lệnh của Cortés trong cuộc viễn chinh bất thành tới Honduras năm 1525, bị gán tội phản quốc. Cái chết của vị hoàng đế đặt dấu chấm hết cho lịch sử của đế quốc Aztec.

## Tổ chức xã hội và chính trị

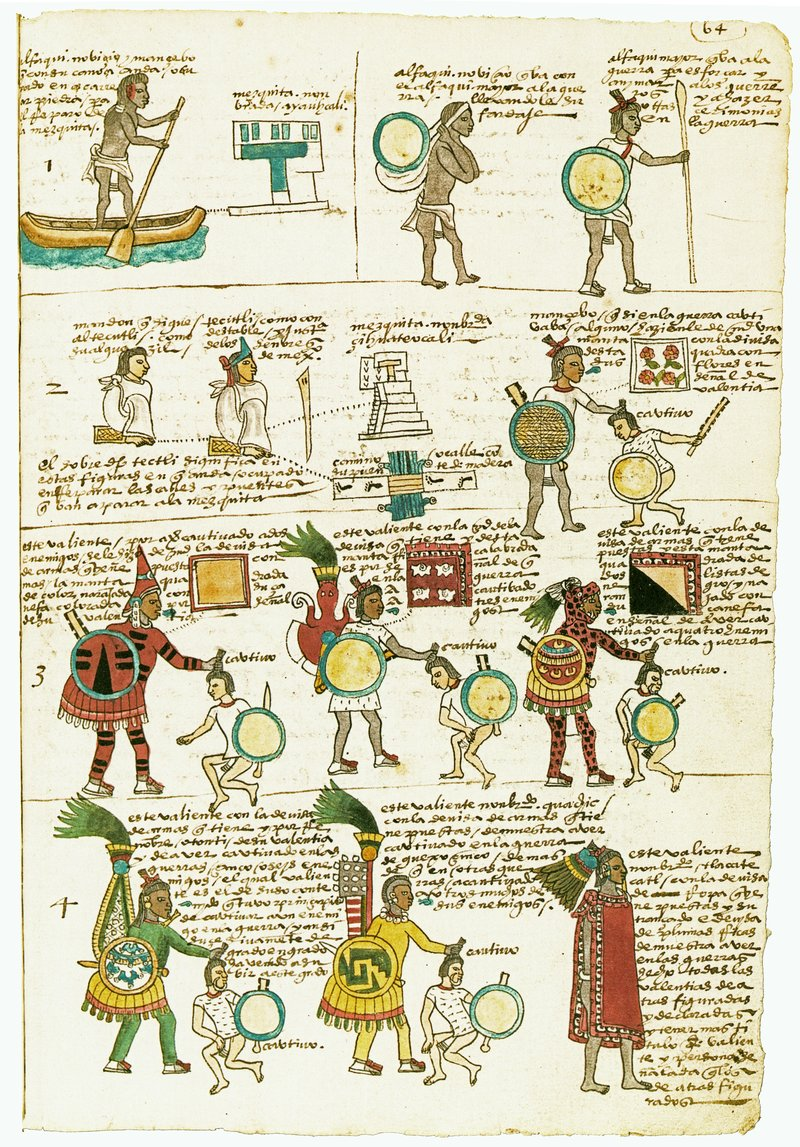
Một trang từ Thủ bản Mendoza minh họa một thường dân thăng tiến địa vị bằng cách bắt giữ tù binh. Mỗi bộ quân phục sẽ được ban phát dựa trên số tù binh mà chiến binh đó bắt được trong chiến tranh.

### Quý tộc và thường dân
Giai cấp cao quý nhất là các pilli hoặc giới quý tộc. Địa vị pilli dựa trên dòng tộc và họ có một số đặc quyền nhất định, chẳng hạn như quyền được mặc trang phục hoa mỹ, tiêu thụ hàng hóa xa xỉ, sở hữu đất đai và sử dụng sưu dịch từ giới bần nông. Các quý tộc quyền lực nhất được gọi là lãnh chúa (tiếng Nahuatl: teuctin). Họ sở hữu và kiểm soát các điền trang hoặc đất quý tộc, và có thể phục vụ tại các vị trí cao nhất trong bộ máy nhà nước hoặc thủ lĩnh quân sự. Giới quý tộc chiếm khoảng 5% dân số đế quốc.
Giai cấp thứ hai là mācehualtin, ban đầu là bần nông, nhưng rồi được lên tầng lớp lao động thấp hơn nói chung. Eduardo Noguera ước tính rằng trong các giai đoạn sau, chỉ có 20% dân số sản xuất nông nghiệp và thực phẩm. 80% còn lại là các chiến binh, nghệ nhân và thương nhân. Hầu hết các mācehuallis sản xuất đồ thủ công mỹ nghệ. Các tác phẩm của họ là một nguồn thu nhập quan trọng cho thành bang. Macehualtin có thể trở thành nô lệ, (tiếng Nahuatl: tlacotin) nếu họ phải bán thân để phụng sự một quý tộc do nợ nần hoặc nghèo đói, nhưng nô lệ không phải là tầng lớp theo dòng tộc. Một số macehualtin không có đất và làm việc trực tiếp cho một lãnh chúa (tiếng Nahuatl: mayehqueh), trong khi phần lớn thường dân được tổ chức thành cáccalpolli cho phép họ tiếp cận đất đai và tài sản.
Thường dân có thể thăng tiến lên quý tộc bằng cách chứng tỏ năng lực trong chiến tranh. Khi một chiến binh bắt được tù binh, anh ta sẽ được mặc trang phục, được trang bị vũ khí và được mang theo huy hiệu nhất định để thể hiện địa vị của anh ta, và khi anh ta bắt giữ được nhiều tù binh hơn, cấp bậc và uy tín của anh cũng tăng lên theo.

### Gia đình và giới tính
Gia đình Aztec là song phương, coi họ hàng hai bên cha và mẹ là như nhau, và quyền thừa kế được truyền lại cho cả con trai và con gái. Điều này có nghĩa là phụ nữ có quyền sở hữu tài sản giống như đàn ông và do đó phụ nữ có độc lập hơn về kinh tế. Tuy nhiên, xã hội Aztec vẫn phân định vai trò của nam và nữ. Đàn ông sẽ thường làm việc ngoài gia thế, như làm nông, làm thương nhân, thợ thủ công và chiến binh, trong khi phụ nữ thường sẽ đảm nhận việc nội trợ. Ngoài ra, phụ nữ cũng có thể chọn trở thành tiểu thương nhân, y tá, linh mục hoặc nữ hộ sinh. Chiến tranh rất được coi trọng trong xã hội Aztec. Việc sinh đẻ của phụ nữ cũng được coi trọng chẳng kém chiến tranh, và được họ côi là cần thiết để duy trì trạng thái cân bằng của thế giới và làm hài lòng các vị thần.
Các quý tộc thấp hơn thường gả con gái mình cho những quý tộc cao hơn để sau này con cái của họ sẽ được thừa hưởng gia tài và uy tín của họ. Các quý tộc Aztec cũng có truyền thống đa thê, cưới nhiều vợ. Chế độ đa thê không phổ biến trong giới bình dân và một số nguồn khẳng định nó bị cấm.
Nahuas thuộc về văn hóa Aztec và Toltec. Người Nahuas có kết nối với Xochiquetzal, nữ thần của ham muốn tình dục và hay quyến rũ đàn ông. Tóc rối, và sự xáo trộn ở phụ nữ được so sánh với ham muốn tình dục và mại dâm, điều này là do Xochiquetzal trông giống như vậy khi bà ngồi trên ngai vàng.

### Altepetl và calpolli
Đơn vị hành chính chính của đế quốc Aztec là các thành bang, trong tiếng Nahuatl được gọi là các altepetl, dịch nghĩa đen là "sơn thủy". Mỗi altepetl được lãnh đạo bởi một tlatoani, đứng trên quý tộc và thường dân. Mỗi altepetl sẽ có một thủ đô bao gồm trung tâm tôn giáo, trung tâm phân phối và cộng đồng dân địa phương sống rải rác tại các khu định cư nhỏ xung quanh thủ đô đó. Altepetl là nguồn văn hóa chính cho cư dân quanh đó, mặc dù nó thường được cấu thành từ các nhóm sắc tộc khác nhau. Mỗi altepetl sẽ có chính trị độc lập với các altepetl khác, và chiến tranh thường nổ ra giữa các altepetl. Do vậy, người Aztec nói tiếng Nahuatl của một altepetl sẽ đoàn kết với dân nói ngôn ngữ khác thuộc cùng một altepetl, nhưng kẻ thù của người nói tiếng Nahuatl lại thuộc các altepetl cạnh tranh khác. Trong lưu vực Mexico, altepetl bao gồm các phân khu nhỏ hơn được gọi là calpolli, đóng vai trò là đơn vị sắp xếp thường dân. Ở Tlaxcala và thung lũng Puebla, altepetl được chia thành các đơn vị teccalli do một lãnh chúa (tiếng Nahuatl: tecutli) đứng đầu, người có quyền phân chia đất cho người dân. Một calpolli là một đơn vị lãnh thổ nơi người dân được quyền tổ chức lao động và sử dụng đất, vì đất đai tại đây không phải là tài sản tư, và cũng thường là thuộc về các thân tộc thông giao với nhau. Các nhà lãnh đạo calpolli có thể trở thành thành viên của giới quý tộc; trong trường hợp đó, họ sẽ đại diện cho lợi ích của calpolli đó trong chính quyền altepetl.
Nhà khảo cổ học Michael E. Smith ước tính rằng một altepetl điển hình có từ 10.000 đến 15.000 cư dân, và thường rộng từ 70 đến 100 km vuông. Trong thung lũng Morelos, kích thước của altepetl có phần nhỏ hơn. Smith lập luận rằng altepetl chủ yếu là một đơn vị hành chính, tạo nên từ nhân dân trung thành với một lãnh chúa, chứ không phải là một đơn vị lãnh thổ. Ông đề xuất sự khác biệt này bởi vì ở một số khu định cư có liên minh altepetl xen kẽ nhau.

## Kinh tế

### Nông nghiệp và sinh hoạt

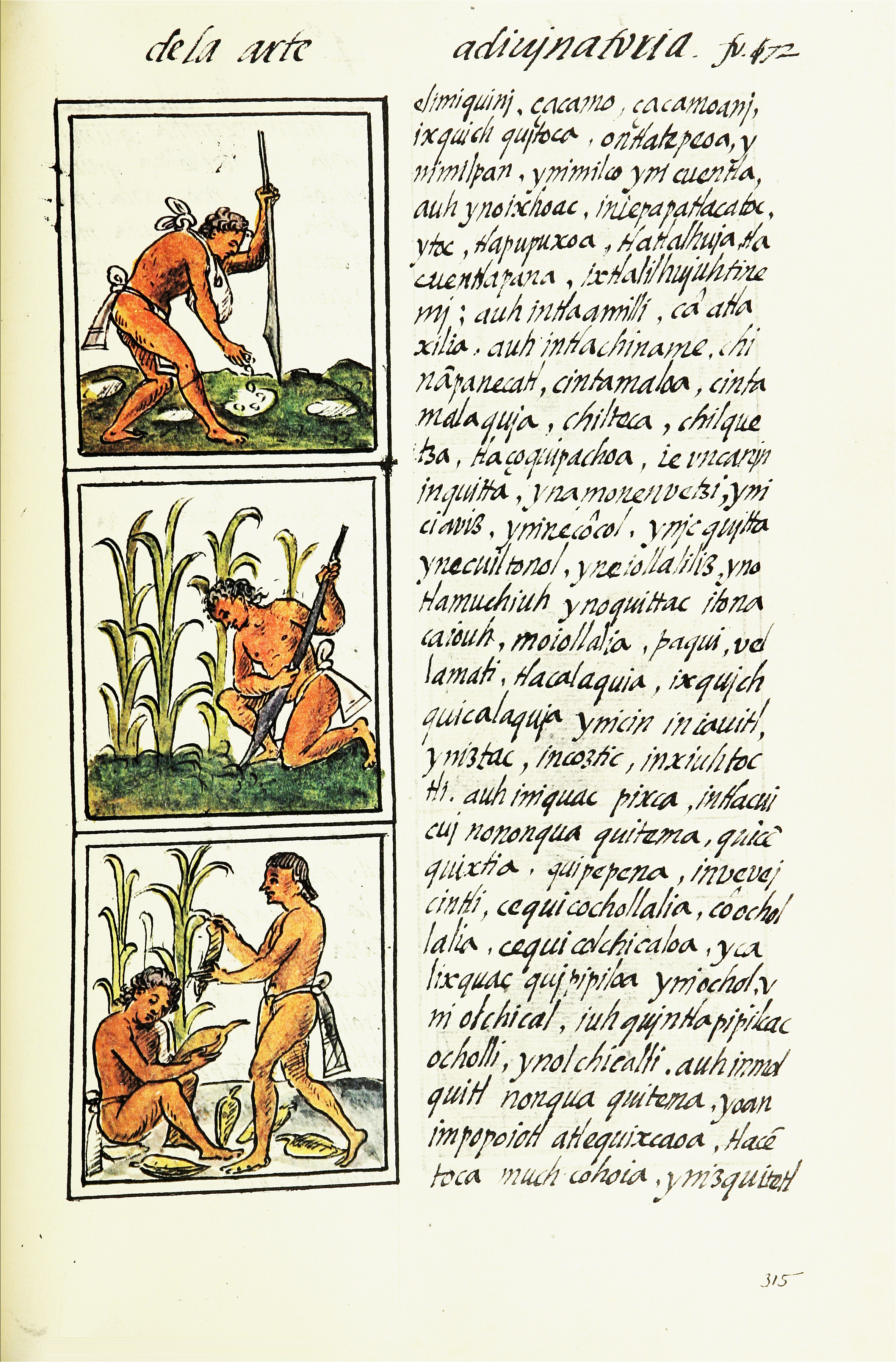
Nông dân trồng ngô trong Thủ bản Florentine

Như tất cả các dân tộc tại Trung Bộ, người Aztec chủ yếu trồng ngô. Môi trường ẩm ướt ở Thung lũng Mexico với nhiều hồ và đầm lầy cho phép nông nghiệp thâm canh. Các loại cây trồng chính ngoài ngô là đậu, bí, ớt và rau dền. Đặc biệt quan trọng đối với sản xuất nông nghiệp tại thung lũng là việc xây dựng các chinampa trên hồ, các đảo nhân tạo cho phép chuyển đổi vùng nước nông thành những khu vườn màu mỡ có thể được trồng quanh năm. Các chinampa là phần mở rộng nhân tạo của đất nông nghiệp, được tạo ra từ các lớp bùn xen kẽ từ đáy hồ, và các chất hữu cơ và thực vật khác. Những dãy thềm được nâng lên này được ngăn cách bởi các kênh hẹp, cho phép nông dân di chuyển giữa chúng bằng xuồng. Các chinampa là những mảnh đất cực kỳ màu mỡ, và cho ra trung bình bảy vụ mùa hàng năm. Trên cơ sở năng suất chinampa hiện tại, người ta ước tính rằng 1 héc-ta chinampa sẽ nuôi sống 20 người 9,000 hécta (22,24 mẫu Anh) và 9.000 héc-ta chinampa có thể nuôi 180.000 người.
Người Aztec tối ưu sản xuất nông nghiệp với hệ thống tưới tiêu nhân tạo. Hầu hết các nông trang được đặt ở ngoại ô và một phương pháp canh tác (quy mô nhỏ) khác được sử dụng trong thành phố. Mỗi gia đình có một mảnh vườn riêng, nơi họ trồng ngô, trái cây, thảo mộc, thuốc các loại. Khi Thành Tenochtitlan trở thành trung tâm đô thị, nhiều cầu máng được xây dựng để dẫn nước từ sông hồ suối vào thành phố và một hệ thống thu gom chất thải được tạo ra để làm phân bón. Thông qua nông nghiệp thâm canh, người Aztec đã có thể duy trì được dân số lớn. Ao hồ cũng là nguồn thức ăn phong phú dưới dạng động vật thủy sinh như cá, động vật lưỡng cư, tôm, côn trùng và trứng côn trùng, và chim nước. Sự hiện diện của nguồn thức ăn dồi dào như vậy đồng nghĩa với việc người Aztec ít nuôi gà hoặc chó, và các học giả đã tính toán rằng không có sự thiếu hụt dinh dưỡng tại Thung lũng Mexico.

### Thủ công mỹ nghệ

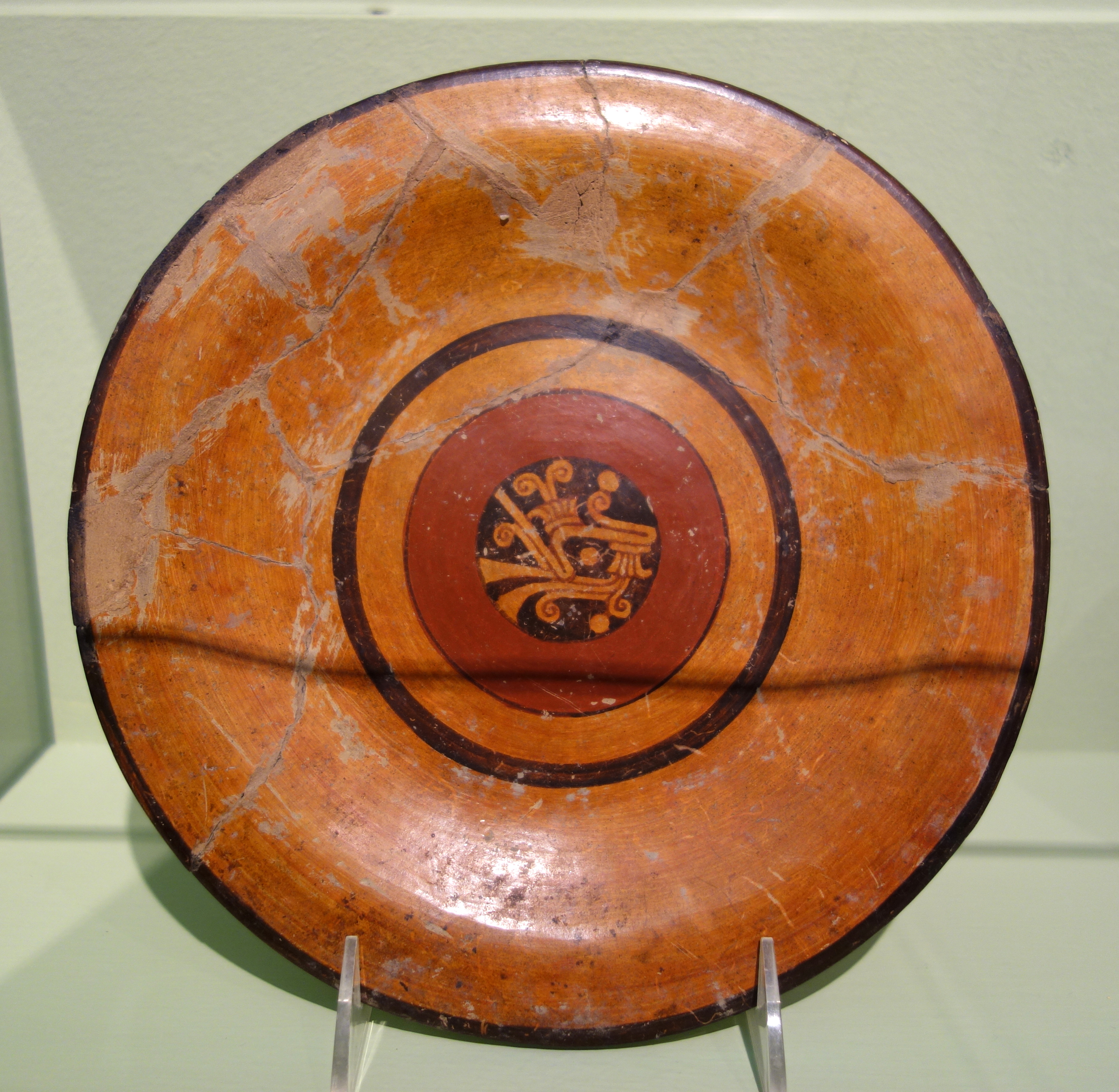
Đồ gốm Aztec màu cam và đen

Nguồn lương thực thực phẩm dồi dào như vậy cho phép một phần đáng kể dân số Aztec tập trung vào nghề khác ngoài sản xuất thực phẩm. Phụ nữ ngoài việc bếp núc còn dệt vải thùa hoặc sợi bông. Đàn ông cũng làm việc thủ công mỹ nghệ như sản xuất gốm sứ, các công cụ bằng đá vỏ chai và đá đánh lửa, kết cườm, làm lông và chế tạo các công cụ và nhạc cụ.
Người Aztec không sản xuất nhiều kim loại, nhưng có kiến thức cơ bản về luyện kim như vàng và họ có kết hợp vàng với các loại đá quý như ngọc bích và ngọc lam. Các sản phẩm từ đồng thường được nhập khẩu từ đế quốc Tarascan và tộc Michoacan.

### Thương mại và phân phối
Sản phẩm được phân phối thông qua một mạng lưới các chợ; một số chợ chỉ có một mặt hàng duy nhất (ví dụ chợ chó tại Acolman) và các chợ có nhiều hàng hóa khác nhau. Mỗi khu chợ sẽ có một người quản lí đảm bảo rằng chỉ dân có ủy quyền mới được phép bày bán đồ, trừng phạt thương nhân lừa dối khách mua hàng hoặc buôn bán hàng giả, kém chất lượng. Một thị trấn nhỏ sẽ có chợ phiên (cứ năm ngày một lần), trong khi các thành phố lớn hơn họp chợ hằng ngày. Cortés có chép rằng chợ trung tâm tại Tlatelolco, thành bang chị em của Tenochtitlan, có sức chứa 60.000 người hàng ngày.

## Tôn giáo

### Các vị thần
Các vị thần chính được người Aztec thờ phụng là Tlaloc, thần của mưa bão; Huitzilopochtli, thần của mặt trời, võ thuật và vệ thần của bộ lạc Mexica; Quetzalcoatl, thần của gió, bầu trời và các ngôi sao; Tezcatlipoca, thần của màn đêm, ma thuật, tiên tri và số phận. Đền Lớn ở Tenochtitlan có hai đền trên đỉnh, một ngôi dành riêng cho Tlaloc, ngôi còn lại dành cho Huitzilopochtli. Quetzalcoatl và Tezcatlipoca đều có đền riêng trong khu vực tôn giáo gần Đền Lớn, và các linh mục của Đền Lớn được đặt tên là "Quetzalcoatl Tlamacazqueh". Các vị thần lớn khác bao gồm Tlaltecutli hoặc Coatlicue, nữ thần của đất; cặp thần Tonacatecuhtli và Tonacacihuatl bảo hộ sự sống và sự nuôi dưỡng; Mictlantecutli và Mictlancihuatl, cặp thần của thế giới ngầm và cái chết; Chalchiutlicue, nữ thần của hồ và suối; Xipe Totec, thần của sự bội thu và chu kỳ tự nhiên; Huehueteotl hoặc Xiuhtecuhtli, thần lửa; Tlazolteotl, nữ thần của việc sinh sản và tình dục; Xochipilli và Xochiquetzal, các vị thần của ca hát, khiêu vũ và trò chơi. Ở một số vùng, đặc biệt là Tlaxcala, thần Mixcoatl hoặc Camaxtli mới là thần bảo hộ. Ngoài các vị thần lớn, còn có hàng chục các vị thần nhỏ, mỗi vị thần liên quan đến một yếu tố hoặc khái niệm, và khi đế chế Aztec phát triển, số các vị thần càng tăng lên do sáp nhập thêm các vị thần địa phương bị chinh phục. Ngoài ra, các vị thần lớn có nhiều khía cạnh khác nhau, tạo ra nhiều gia đình thần nhỏ bộc lộ các khía cạnh liên quan.

## Văn hóa và nghệ thuật

### Chữ viết và biểu tượng

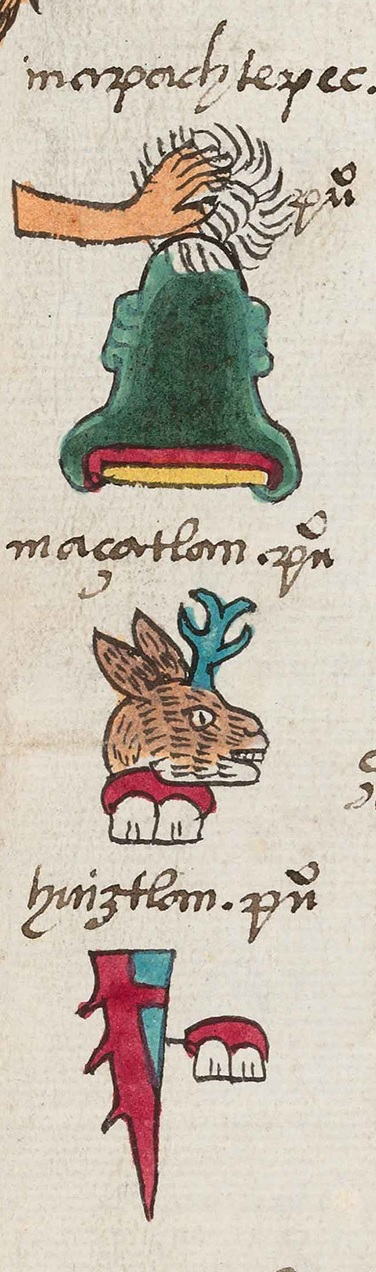
Ví dụ về chữ viết Nahuatl của ba tên địa danh

Người Aztec không có một hệ thống chữ viết phát triển đầy đủ như người Maya, nhưng cũng như người Maya và Zapotec, họ sử dụng một hệ thống chữ viết kết hợp tượng hình với kí âm tiết. Ví dụ, chữ tượng hình sẽ sử dụng biểu tượng của một ngọn núi để biểu thị từ tepetl, "ngọn núi", trong khi một kí âm tượng hình sẽ sử dụng hình ảnh của một cái răng tlantli để biểu thị âm tiết tla trong các từ không liên quan đến răng. Sự kết hợp của các nguyên tắc này cho phép người Aztec kí âm tên người và địa danh. Một bài tường thuật được thể hiện thông qua các chuỗi hình ảnh, sử dụng các quy ước biểu tượng khác nhau như dấu chân để chỉ cái đường, đền thờ bị đốt để chỉ một cuộc chinh phạt, v.v
Nhà kim thạch học Alfonso Lacadena đã chứng minh rằng các dấu hiệu âm tiết khác nhau được sử dụng bởi người Aztec đại diện cho tất cả các âm tiết thường gặp nhất của ngôn ngữ Nahuatl (với một số trường hợp ngoại lệ đáng chú ý), nhưng một số học giả đã cho rằng mức độ ngữ âm cao như vậy chỉ đạt được sau cuộc chinh phạt khi người Aztec đã tiếp xúc về các nguyên tắc ngữ âm của tiếng Tây Ban Nha. Các học giả khác, đặc biệt là Gordon Whittaker, đã lập luận rằng các khía cạnh âm tiết và ngữ âm của văn bản Aztec ít hệ thống và sáng tạo hơn đáng kể so với đề xuất của Lacadena, cho rằng văn bản Aztec chưa bao giờ kết hợp thành một hệ thống âm tiết nghiêm ngặt như văn bản Maya, mà sử dụng một loạt các loại dấu hiệu ngữ âm khác nhau.
Hình ảnh bên phải thể hiện việc sử dụng các dấu hiệu ngữ âm để viết tên địa danh trong bộ luật Aztec Thủ bản Mendoza thời thuộc địa. Trên cùng là Mapachtepec, nghĩa đen là "Trên ngọn đồi của gấu mèo", nhưng ký tự còn bao gồm dấu hiệu ngữ âm "MA" (tay) và "PACH" (rêu) trên một ngọn núi "TEPETL" đánh vần từ "mapach" ("Gấu mèo") theo ngữ âm thay vì theo tượng hình. Hai tên địa danh dưới, Mazatlan ("Nơi có nhiều nai") và Huitztlan ("Nơi có nhiều gai"), sử dụng yếu tố ngữ âm "TLAN" được đại diện bởi một chiếc răng (tlantli) kết hợp với cái đầu hươu để đánh vần "MAZA" (mazatl = hươu) và một cái gai (huitztli) để đánh vần "HUITZ".

### Âm nhạc và thơ ca

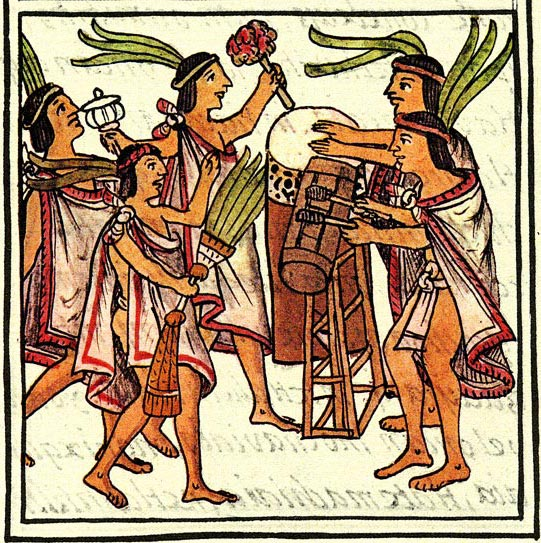
Hai người đánh trống trong lễ hội "Một đóa hoa", nhạc cụ ở đây gọi là teponaztli (phía trước) và huehuetl (phía sau). Thủ bản Florentine.

Thơ ca được đánh giá cao trong văn hóa Aztec. Họ thường tổ chức các cuộc thi thơ ca trong mỗi dịp lễ hội. Ngoài ra còn có các màn kịch ấn tượng bao gồm người chơi, nhạc sĩ và diễn viên nhào lộn. Có nhiều thể loại cuicatl (bài hát) khác nhau: Yaocuicatl tôn vinh chiến tranh và (các) vị thần của chiến tranh, teocuicatl tôn vinh các vị thần và thần thoại sáng tạo, xochicuicatl tôn vinh loài hoa (biểu tượng của thơ ca và ẩn dụ để truyền đạt nhiều tầng nghĩa). "Văn xuôi" là tlahtolli, cũng có các thể loại khác nhau.
Một khía cạnh quan trọng của thi pháp học Aztec là việc sử dụng cấu trúc song song để thể hiện các quan điểm khác nhau về cùng một yếu tố. Một số cấu trúc như vậy là lưỡng cực, theo đó một khái niệm trừu tượng được thể hiện một cách ẩn dụ bằng cách sử dụng hai khái niệm cụ thể hơn. Ví dụ, cụm từ Nahuatl cho "thơ" là  in xochitl in cuicatl một cấu trúc song song có nghĩa là "bông hoa, bài hát".
Một số lượng đáng kể thơ Aztec còn tồn tại, được thu thập trong cuộc chinh phục. Trong một số trường hợp, thơ được cho là sáng tác bởi các tác giả duy nhất, chẳng hạn như Nezahualcoyotl, tlatoani của thành Texcoco, và Cuacuauhtzin, Lãnh chúa thành Tepechpan, nhưng liệu họ có phải là tác giả thực không vẫn bị tranh cãi. Một số bộ sưu tập thơ quý phải kể đến đó là cuốn Romances de los señores de la Nueva España, được thu thập, có lẽ bởi Juan Bautista de Pomar, và cuốn Cantares Mexicanos.

### Họa phẩm và sách vẽ

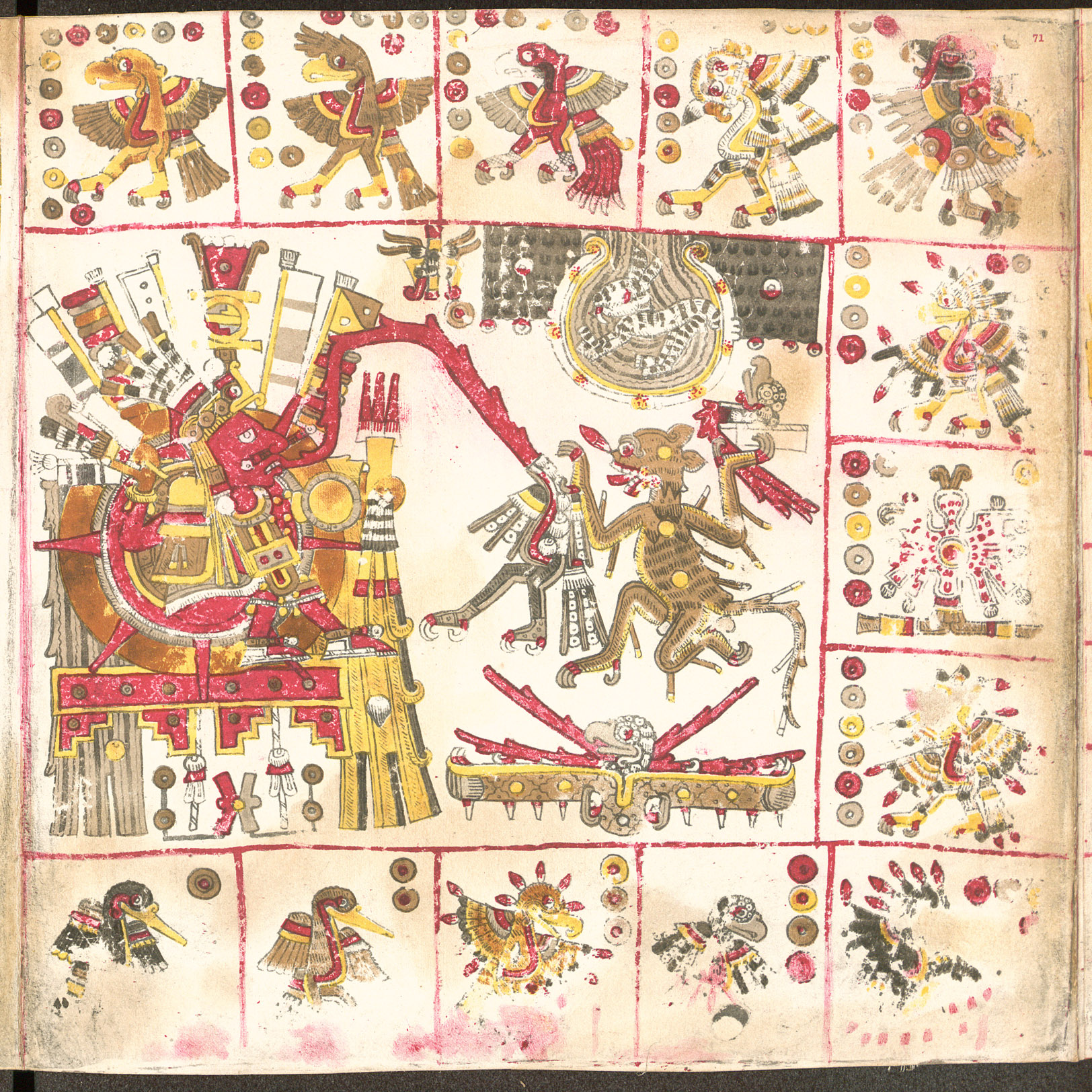
Một trang từ Thủ bản Borgia một cuốn bản thảo vẽ trên da nai với gesso

Mỹ thuật Aztec được vẽ trên da động vật (chủ yếu là hươu), trên các lienzo bằng bông và trên giấy amate làm từ vỏ cây (từ loài Trema micrantha hoặc Ficus aurea), chúng cũng được sản xuất trên gốm và chạm khắc trên gỗ hoặc đá. Bề mặt của vật liệu thường được xử lý đầu tiên bằng gesso để làm cho hình ảnh nổi bật rõ hơn. Nghệ thuật hội họa và vẽ trong tiếng Nahuatl có phép ẩn dụ là in tlilli in tlapalli - nghĩa là "mực đen, sắc đỏ".
Một vài cuốn sách vẽ Aztec còn tồn tại. Trong số này không có cái nào được xác nhận là được tạo ra trước cuộc chinh phạt, nhưng một số thủ bản chắc chắn đã được vẽ ngay trước cuộc chinh phạt hoặc ngay sau đó - bởi vì sau này trong thời thuộc địa, truyền thống vẽ sách đã bị mai một đi nhiều. Ngay cả khi một số thủ bản có thể được xuất bản sau cuộc chinh phục, vẫn có lý do chính đáng cho rằng chúng được sao chép từ bản gốc thời tiền Columbus bởi các kinh sư. Thủ bản Borbonicus được một số người coi là thủ bản Aztec duy nhất còn tồn tại được vẽ trước cuộc chinh phạt. Nhiều người khác tuy vậy phản đối ý kiến này do phong cách vẽ chỉ ra đây là sản phẩm hậu chinh phạt.
Một số thủ được sản xuất hậu chinh phạt, đôi khi được tài trợ bởi chính quyền thực dân, ví dụ Thủ bản Mendoza, được vẽ bởi tlacuilos của Aztec, nhưng dưới sự kiểm soát của chính quyền Tây Ban Nha, đôi khi ủy thác cho họ mô tả các hoạt động tôn giáo tiền thuộc địa, ví dụ Thủ bản Ríos. Sau cuộc chinh phạt, các thủ bản chứa thông tin về lịch hoặc tôn giáo bị nhà thờ truy lùng và thiêu hủy một cách có hệ thống - trong khi các loại sách vẽ khác, đặc biệt là các câu chuyện lịch sử và danh sách cống nạp tiếp tục được sản xuất. Các thủ bản được sản xuất ở Nam Puebla gần Cholula, tuy mô tả về các vị thần Aztec và các nghi lễ tôn giáo ở Thung lũng Mexico, đôi khi không được coi là thủ bản Aztec, bởi vì chúng được sản xuất bên ngoài trung tâm của đế quốc Aztec. Tuy nhiên, Karl Anton Nowotny cho rằng Thủ bản Borgia, được vẽ ở khu vực xung quanh Cholula và sử dụng phong cách Mixtec, là "tác phẩm nghệ thuật quan trọng nhất trong số các bản thảo còn tồn tại".

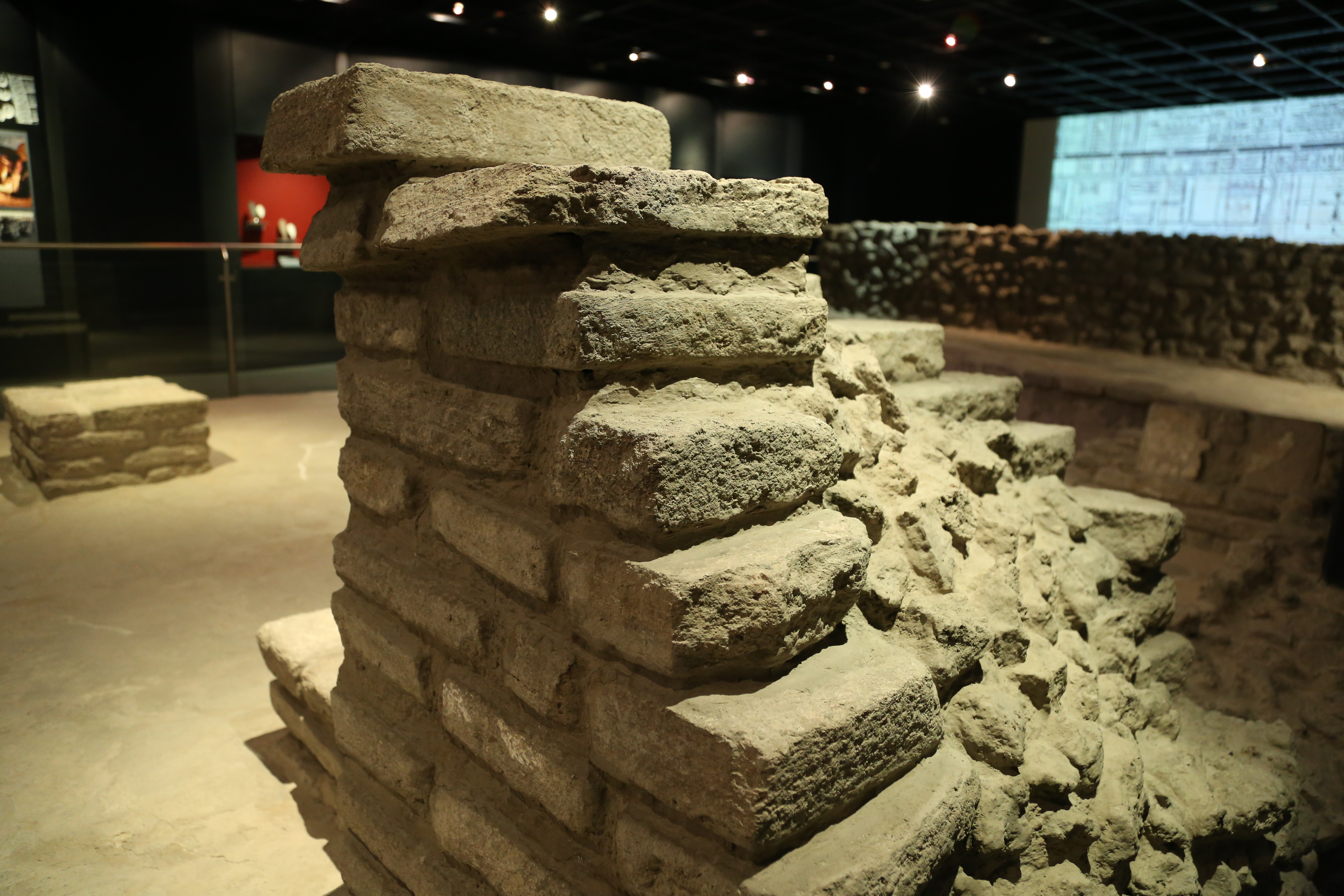
Urban standard details; Mexico-Tenochtitlan remants in Templo Mayor Museum (Mexico City)
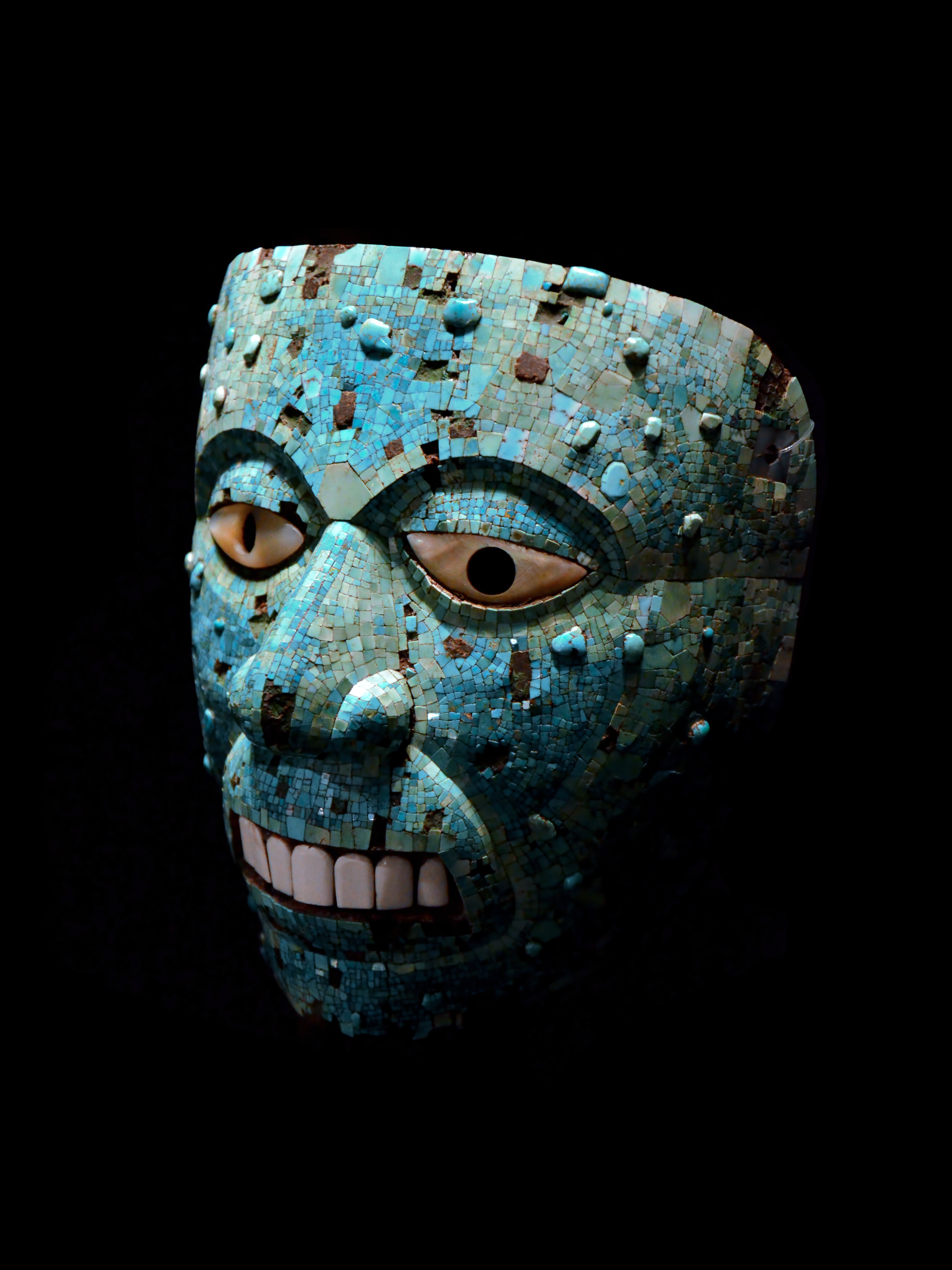
The Mask of Xiuhtecuhtli; 1400-1521; cedrela wood, turquoise, pine resin, mother-of-pearl, conch shell, cinnabar; height: 16.8 cm, width: 15.2 cm; British Museum (London)
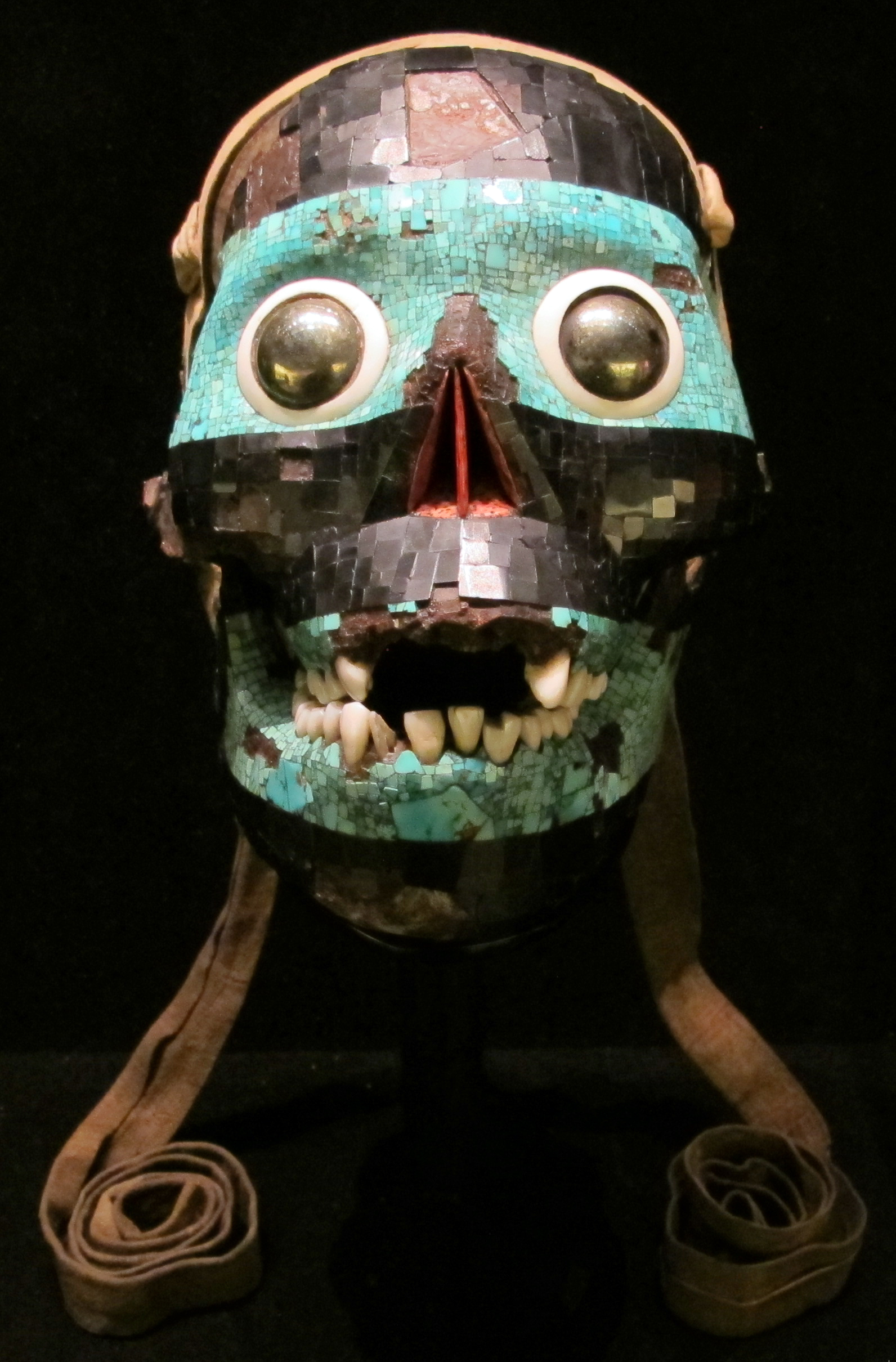
The Mask of Tezcatlipoca; 1400-1521; turquoise, pyrite, pine, lignite, human bone, deer skin, conch shell and agave; height: 19 cm, width: 13.9 cm, length: 12.2 cm; British Museum
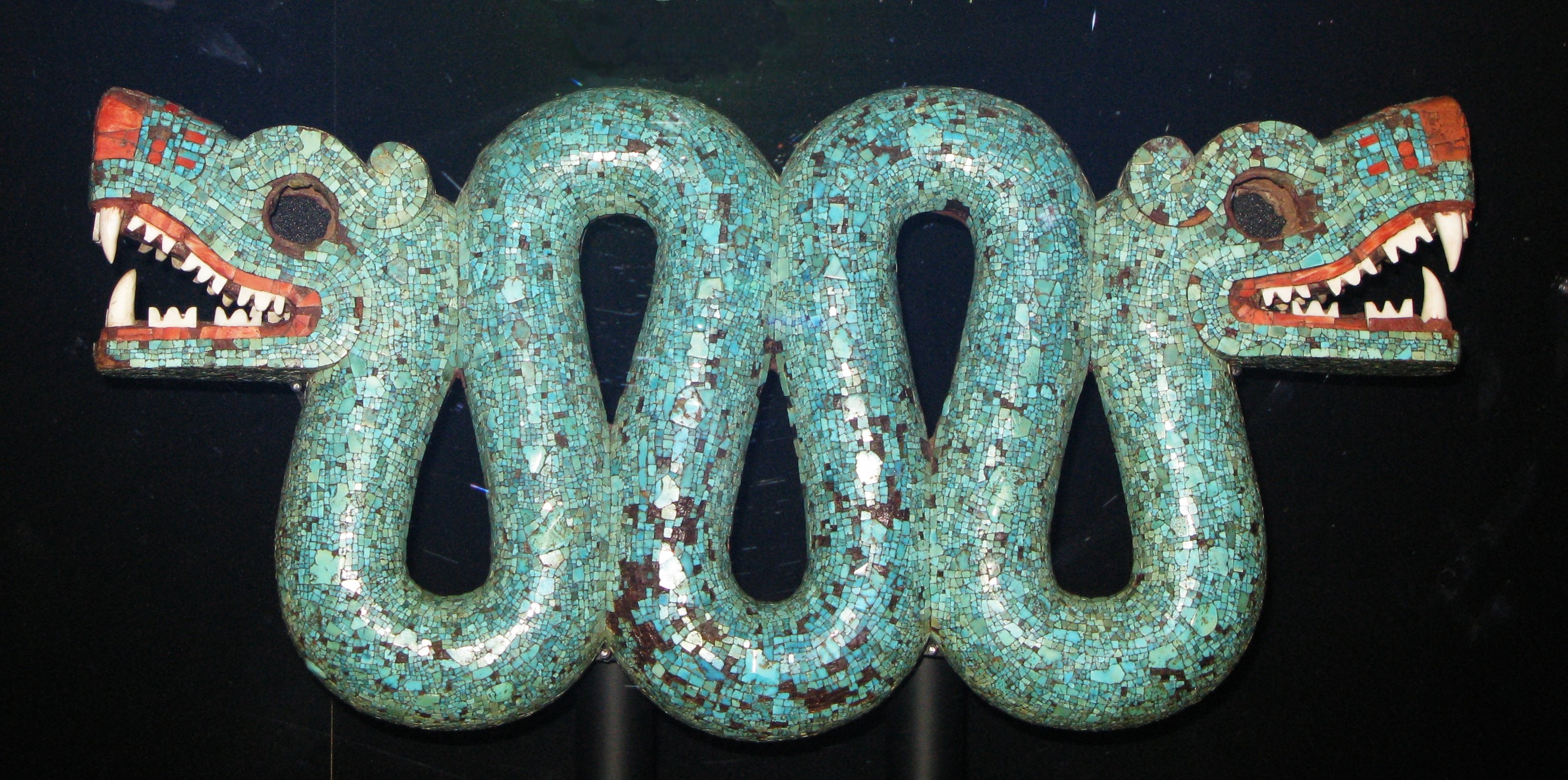
Double-headed serpent; 1450–1521; cedro wood (Cedrela odorata), turquoise, shell, traces of gilding & 2 resins are used as adhesive (pine resin and Bursera resin); height: 20.3 cm, width: 43.3 cm, depth: 5.9 cm; British Museum
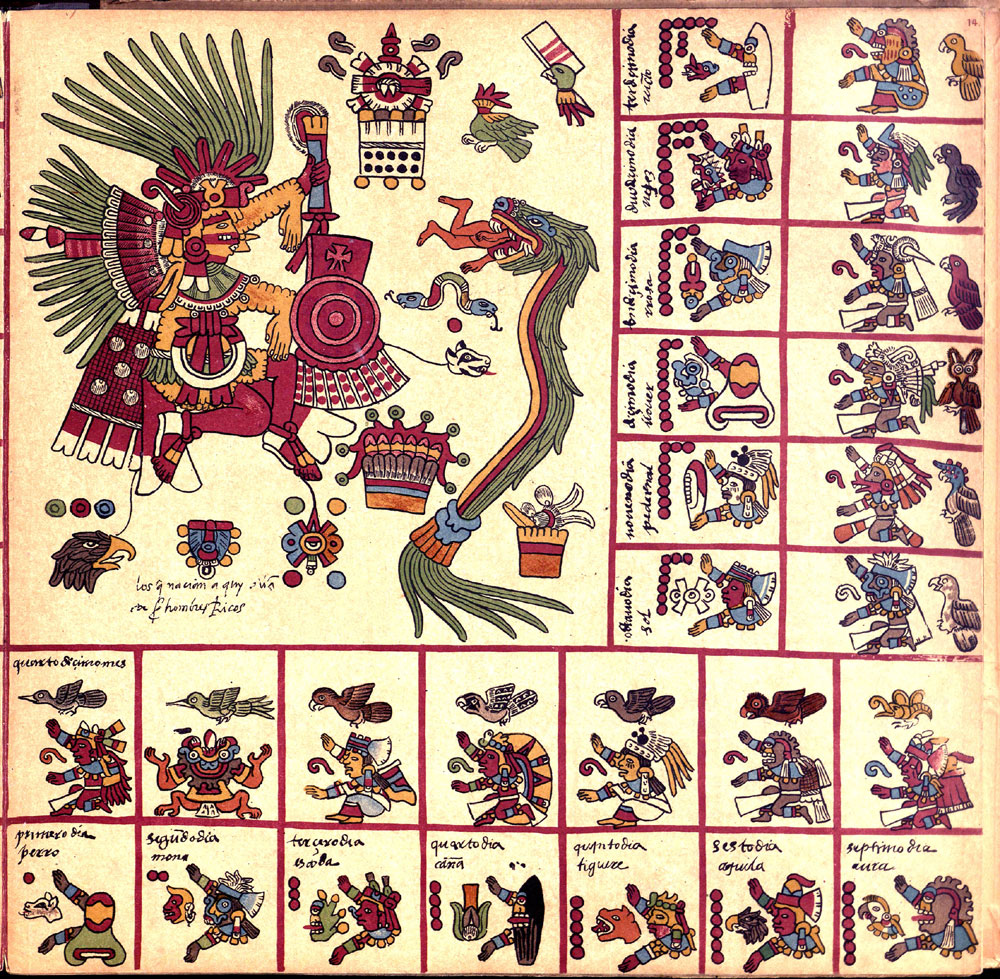
Page 12 of the Codex Borbonicus, (in the big square): Tezcatlipoca (night and fate) and Quetzalcoatl (feathered serpent); before 1500; bast fiber paper; height: 38 cm, length of the full manuscript: 142 cm; Bibliothèque de l'Assemblée nationale (Paris)
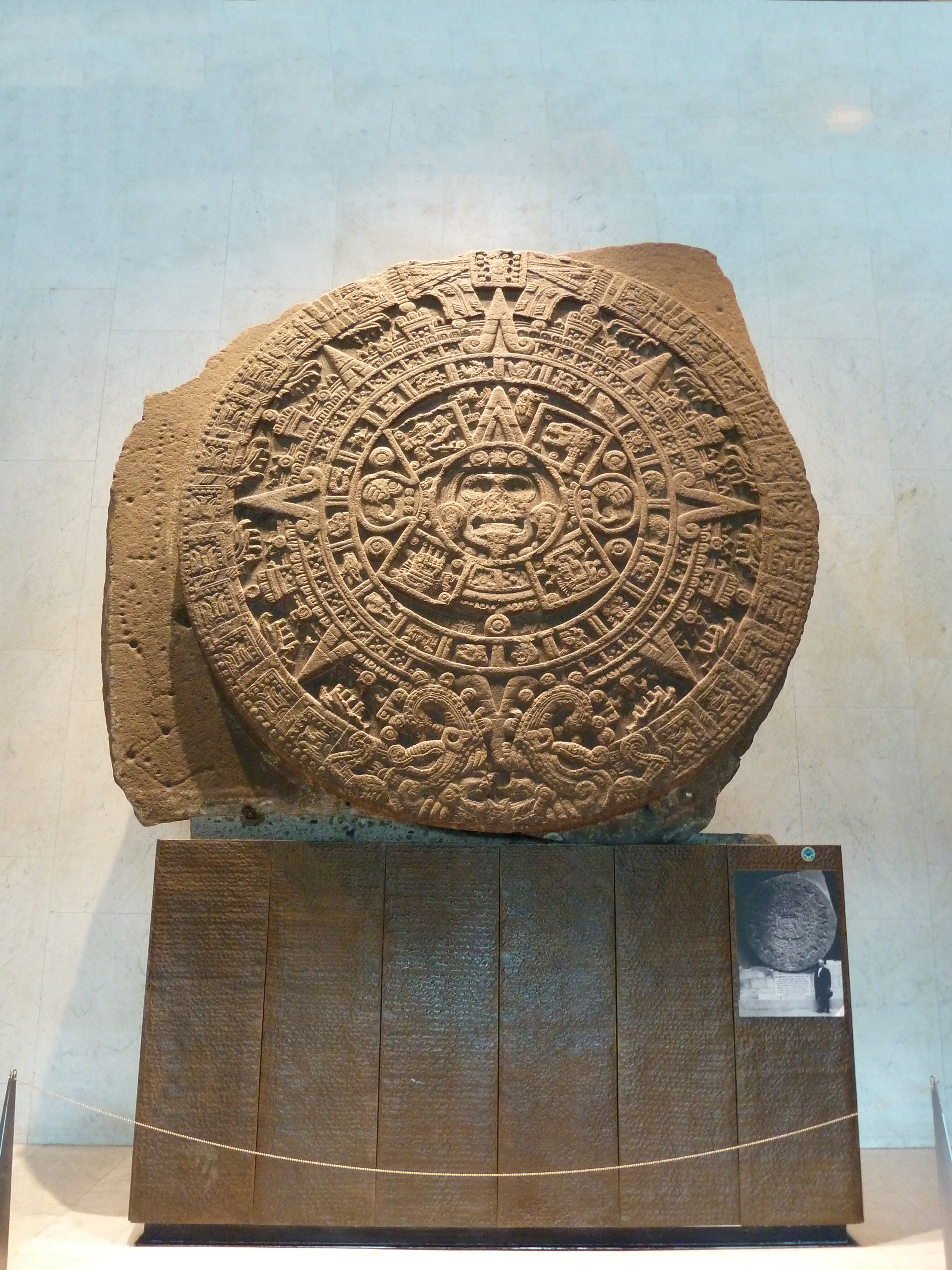
Đá lịch Aztec; 1502–1521; bazan; đường kính: 358 cm; dày: 98 cm; phát hiện ngày 17 tháng 12 năm 1790 khi sửa chữa Nhà thờ chính tòa thành phố México; Bảo tàng Nhân chủng học Quốc gia México (Thành phố México)
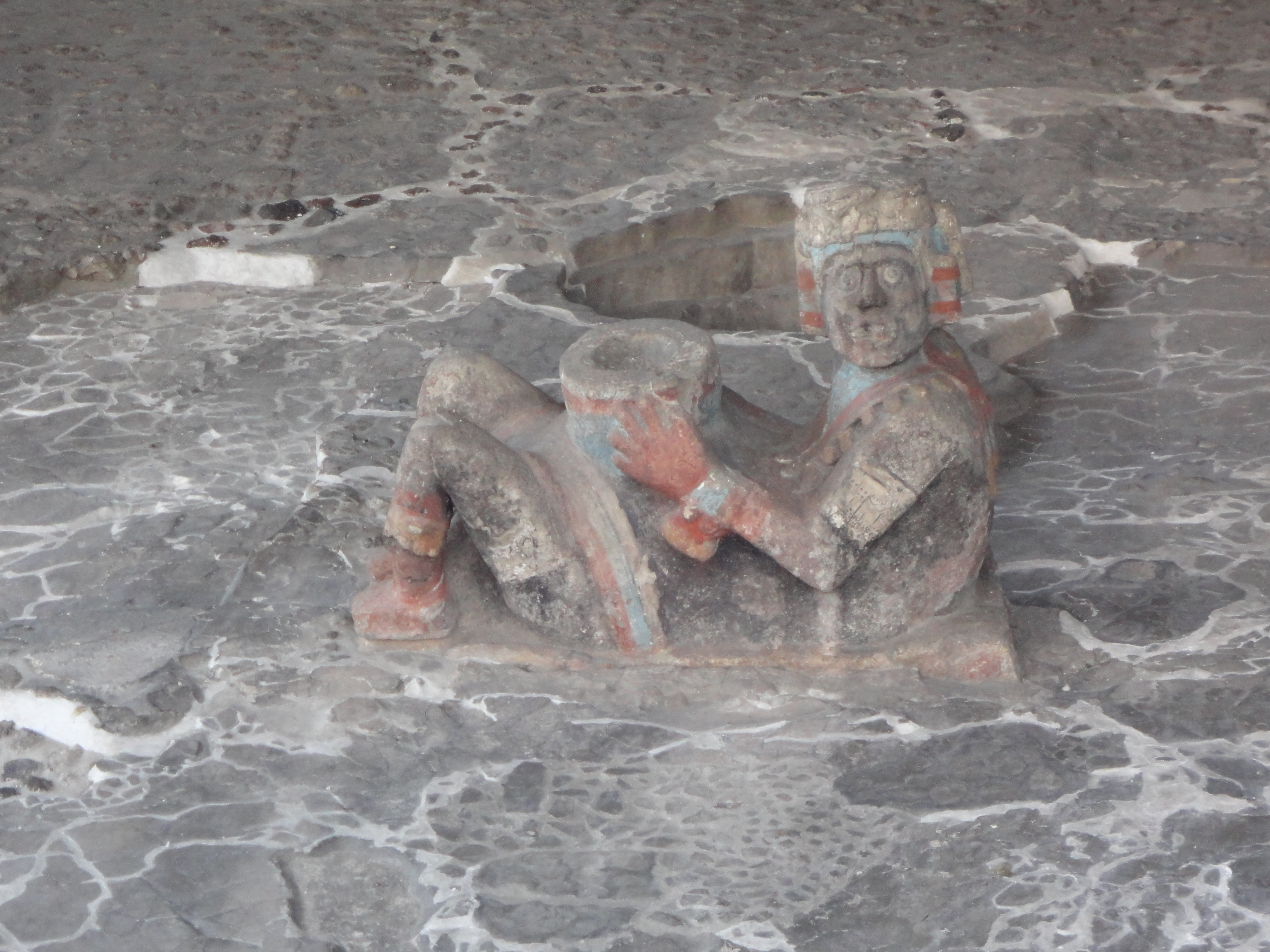
Underground Great Temple's Chacmool; Templo Mayor (Mexico City)
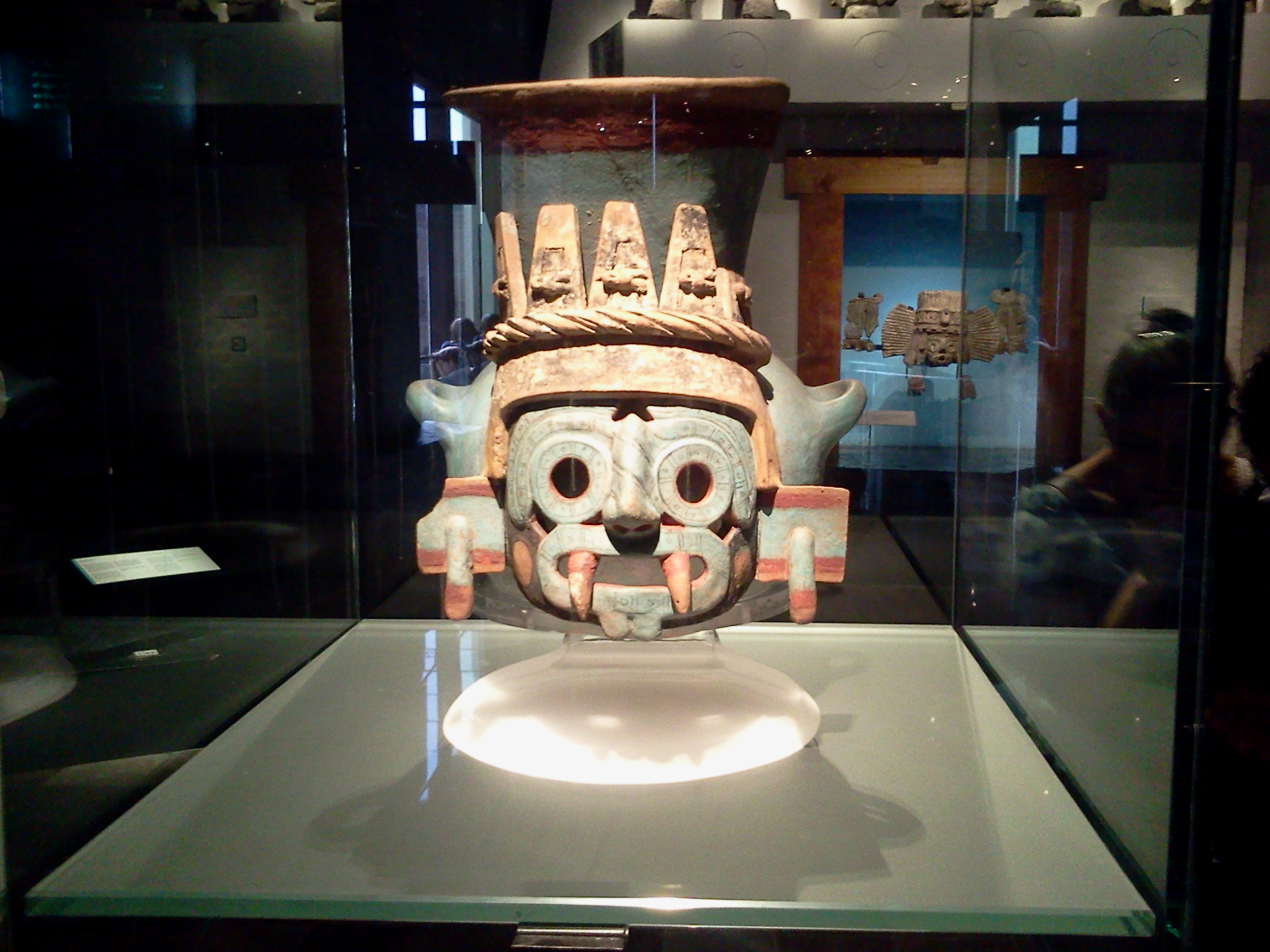
Tlāloc effigy vessel; 1440–1469; painted earthenware; height: 35 cm; Templo Mayor Museum (Mexico City)
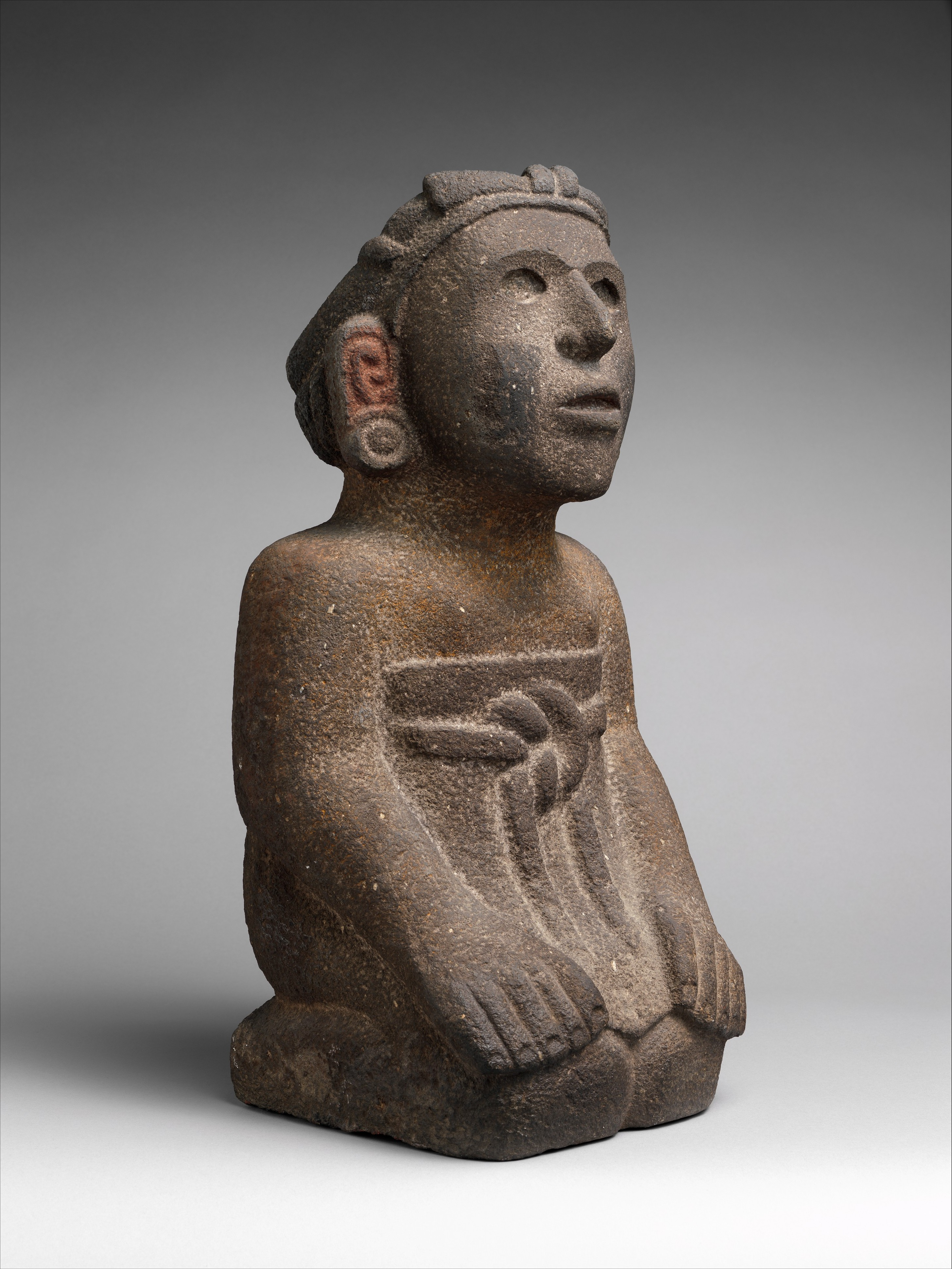
Kneeling female figure; 15th–early 16th century; painted stone; overall: 54.61 x 26.67 cm; Metropolitan Museum of Art (New York City)
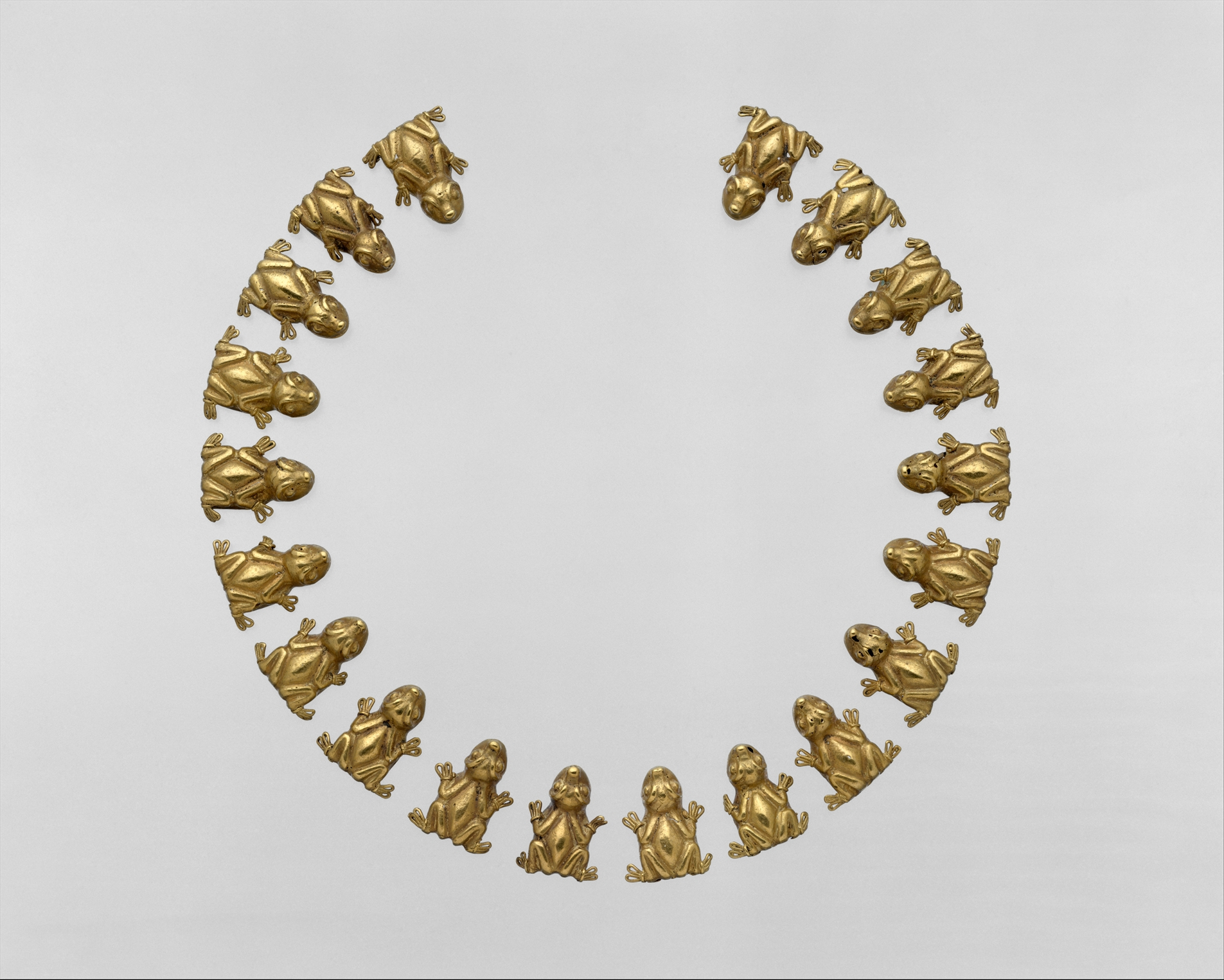
Frog-shaped necklace ornaments; 15th–early 16th century; gold; height: 2.1 cm; Metropolitan Museum of Art (New York City)